# コンピュータゲームの歴史

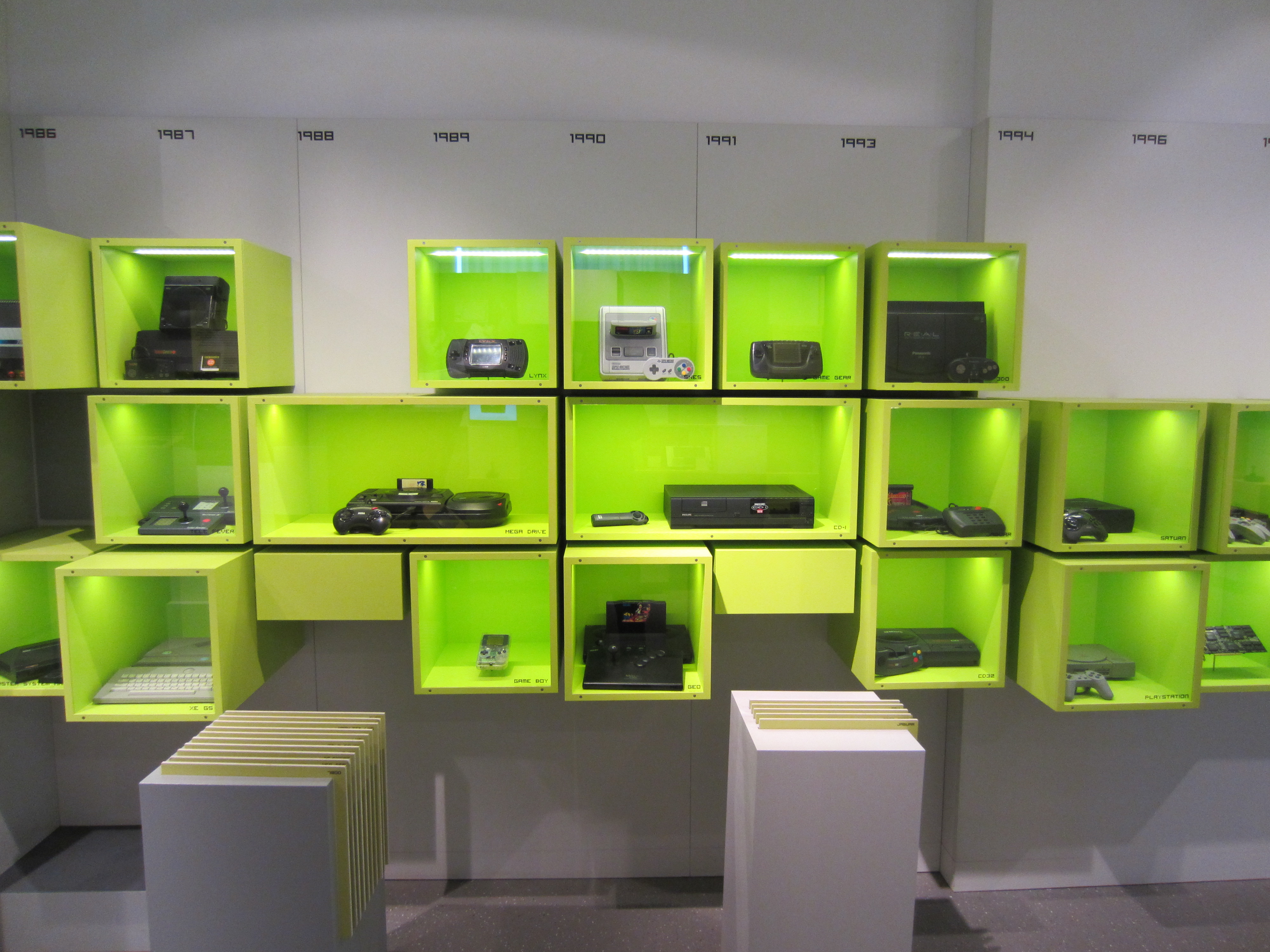
家庭用ゲーム機と携帯ゲーム機を集めたComputerspielemuseum Berlin

本項ではコンピュータゲームの歴史について述べる。コンピュータゲームは1940年代から1960年代に科学者やコンピュータ技術者、プログラマによって開発され、1972年にアタリのアーケードゲーム『ポン』が商業的に成功したことで、産業化が始まった。1977年に発売されたロムカセット式家庭用ゲーム機『Atari Video Computer System』が北米で大ヒットしたが、1983年に起こったアタリショック（Video game crash of 1983）により、北米のゲーム市場は停滞した。1983年に日本で発売されたロムカセット式家庭用ゲーム機『ファミリーコンピュータ』が大ブームとなり、任天堂は1985年に北米で『Nintendo Entertainment System』を発売し、北米の家庭用ゲーム機市場を再び活性化させた。
1994年にソニーが『PlayStation』で家庭用ゲーム機市場に参入し、3DCGやCD-ROMをゲーム市場に普及させた。2000年の『PlayStation 2』ではDVD規格の普及に貢献した。1990年代後半から、北米やヨーロッパではパソコンゲームが主流となり、MODやオンラインゲームが流行したが、日本ではパソコンゲームが主流にはならず、家庭用ゲーム機がゲーム市場を支配し続けた。任天堂は1989年に『ゲームボーイ』を発売し、携帯型ゲーム機市場を切り開いた。2006年にはソニーが『PlayStation Portable』で携帯型ゲーム機市場に参入し、任天堂の『ニンテンドーDS』に対抗した。
2000年代から2010年代にかけて、世界でスマートフォンやタブレットが普及したことで、モバイルゲーム市場が急拡大し、フリーミアム（F2P）や、アイテム課金、サブスクリプションなど新たなビジネスモデルへ移行した。2010年代以降、eスポーツの普及や、ゲーム配信の流行もあり、全世界でコンピュータゲーム人気が高まり、中国などの新興国でもモバイルゲームやパソコンゲームが広く普及した。

## 1970年以前

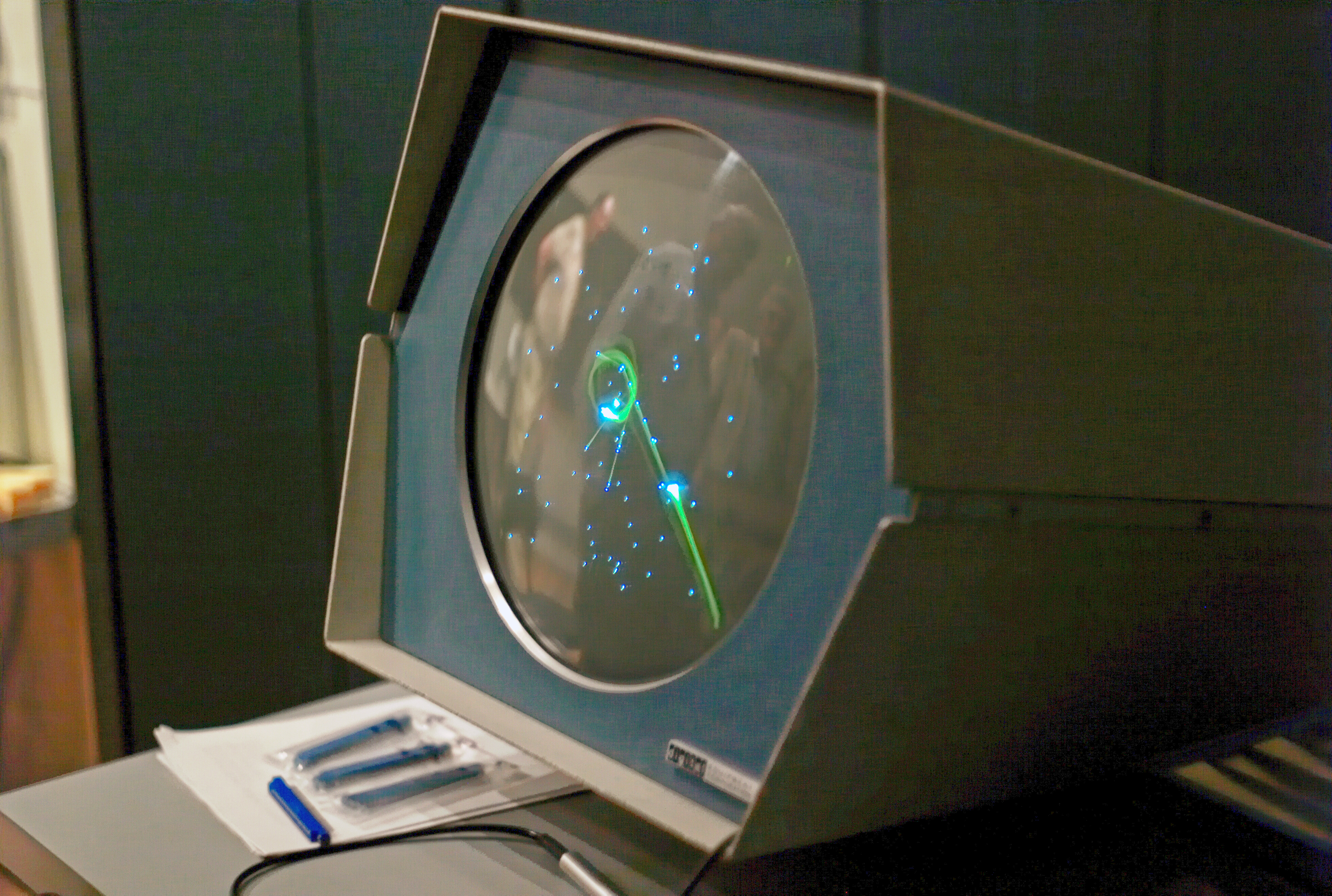
スペースウォー!

1912年にレオナルド・トーレス・ケベードが、チェスのオートマタ『エル・アヘドレシスタ』を発明した。自動でエンドゲームを行う装置で、歴史上最古のコンピュータゲームと考えられている。
1940年にニューヨーク万博でen:Edward Condonがニムのコンピュータゲーム『en:Nimatron』を展示した。
1947年にen:Thomas T. Goldsmith Jr.とen:Estle Ray Mannが『陰極線管娯楽装置』を発明した。最も古いインタラクティブ（双方向）なコンピュータゲームで、電子ディスプレイを使用した最初のゲームである。
1950年にen:Canadian National Exhibitionでen:Josef Katesが三目並べ（○×ゲーム）のコンピュータゲーム『en:Bertie the Brain』を展示した。
1951年にen:Festival of Britainでフェランティ社がニムのコンピュータゲーム『Nimrod』を展示した。
1952年にケンブリッジ大学のEDSACでen:Sandy Douglasが三目並べのコンピュータゲーム『OXO』を開発した。同時期にクリストファー・ストレイチーがチェッカーのプログラムを開発した。
Bertie the Brain、Nimrod、OXO、クリストファー・ストレイチーのチェッカープログラムは全てアナログゲームをコンピュータ上で再現したものであり、技術デモンストレーションとして開発された。OXOとクリストファー・ストレイチーのチェッカープログラムはディスプレイ画面に映像を表示する最古のゲームである。
1958年にブルックヘブン国立研究所のウィリアム・ヒギンボーサムがテニスの試合をシミュレートするコンピュータゲーム『Tennis for Two』を開発した。学術研究やデモンストレーションではなく、純粋に娯楽製品として開発された最初のコンピュータゲームである。
1962年にスティーブ・ラッセルがメインフレームのPDP-1上でデモプログラムとして発表した『スペースウォー!』は、アメリカ中のPDP-1に広まり、複数のコンピュータでプレイされた最初のコンピュータゲームである。
1966年に稼動を開始したメインフレームのPDP-10は多くの大学や研究機関で導入されたことで1970年代のハッカー文化に大きな影響を与えた。PDP-10はタイムシェアリングシステムを普及させたメインフレームとしても知られる。タイムシェアリングにより、1台のメインフレームのリソースを分割し、複数のユーザー間で同時に共有できるようになったことで、研究者やプログラマだけではなく、大学の職員や学生がコンピュータを使用できるようになった。
1970年代にPDP-8やPDP-11などのミニコンピュータが普及したことで、多くのコンピュータゲームが開発されるようになった。

## 1970年代

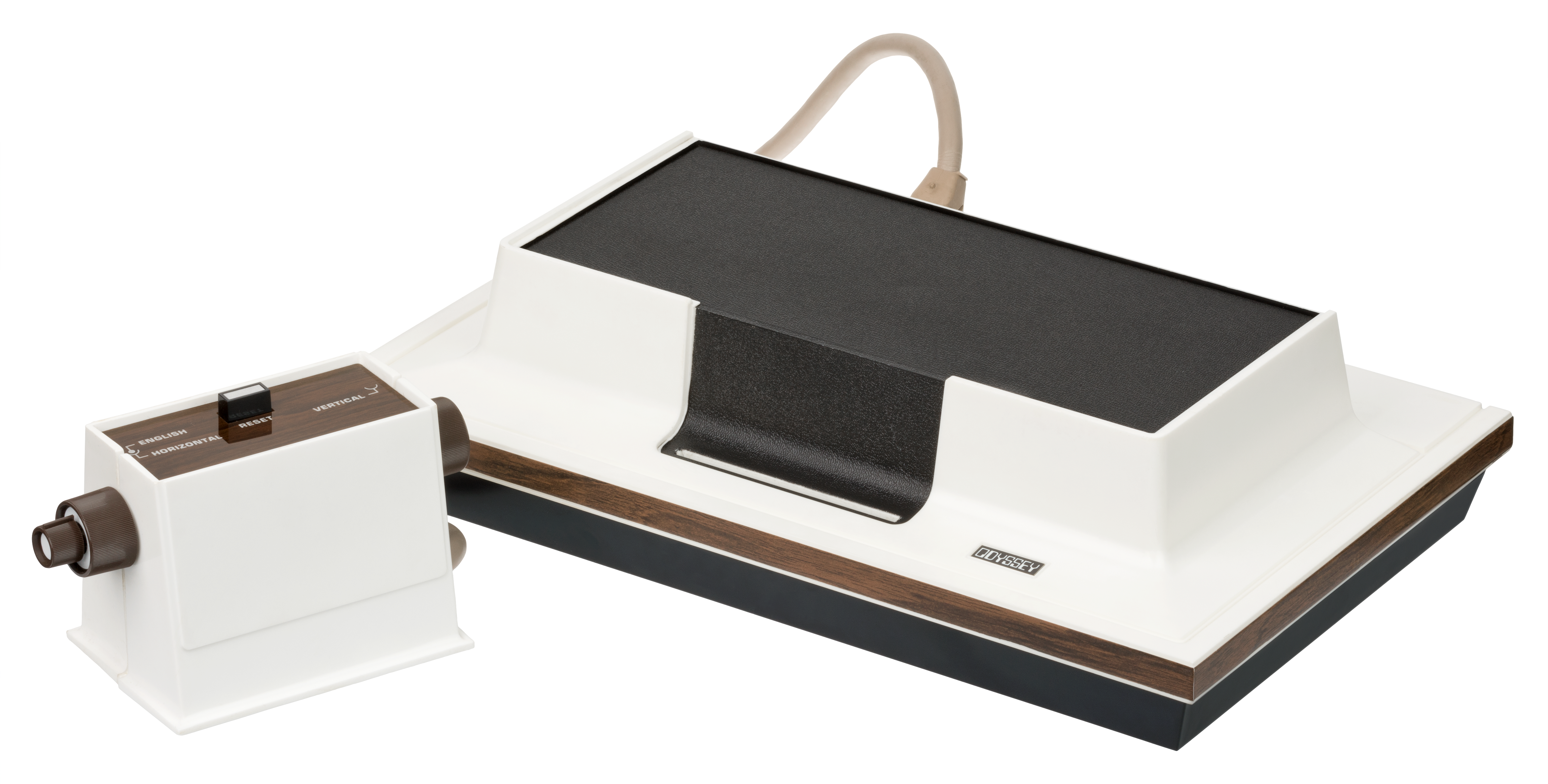
オデッセイ

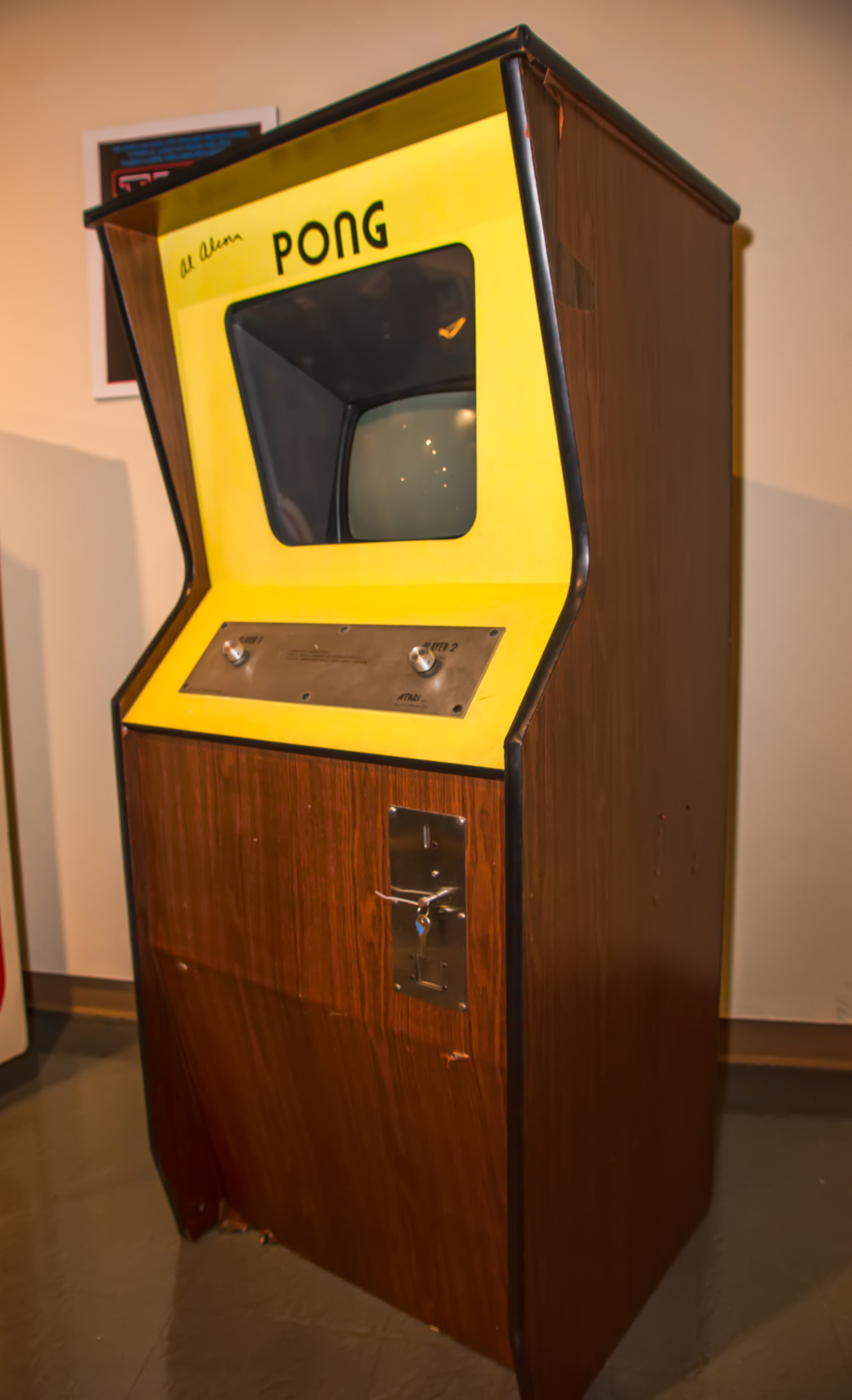
ポン

1971年にノーラン・ブッシュネルが『スペースウォー!』を元に世界初のアーケードゲーム『コンピュータースペース』、1972年にラルフ・ベアがマグナボックスから世界初の家庭用ゲーム機『オデッセイ』を発売した。
オデッセイのデモンストレーションに感銘を受けたノーラン・ブッシュネルは同年にアタリを創業し、『ポン』を発売。オデッセイに内蔵された『テーブルテニス』を元にしたゲームで、2人のプレーヤーが両側のパドルを操作してボールを打ち合い、得点を競う。パドルにボールが当たる位置により、跳ね返る速度・角度が変わる。ポンは商業的に大成功を収め、多くのコピーゲーム（ポンクローン）が製作された。ポンは商業的に成功した最初のコンピュータゲームであり、コンピュータゲーム産業の発展・確立に貢献した。アタリは1975年に家庭用ゲーム機『ホーム・ポン』、1976年に『ブレイクアウト』（ブロックくずし）を発売し、大ヒットとなった。
日本でもポンやブロックくずしのコピーゲームが製作され、多くの会社がゲーム業界に参入した。日本初のアーケードゲームは1973年にタイトーが発売した『サッカー』とされており、日本初の家庭用ゲーム機は1975年にエポック社が発売した『テレビテニス』である。1977年に任天堂が発売した『カラーテレビゲーム15』は任天堂初の家庭用ゲーム機である。
1974年にテーブルトークRPG『ダンジョンズ&ドラゴンズ』（略称：D&D）が発売。世界初のロールプレイングゲームであり、D&Dを元にしたコンピュータゲームが多数作られた。初期のコンピュータRPGである『dnd』や、『ダンジョン』、初期のアドベンチャーゲームの『コロッサル・ケーブ・アドベンチャー』に多大な影響を与えた。
1978年にタイトーが『スペースインベーダー』を発売した。敵が放つ弾を回避しつつ敵を倒すというゲームシステムは、その後の多くのシューティングゲームに影響を与えており、シューティングゲームの始祖として評価されている。
スペースインベーダーは日本で社会現象となり、全国各地の喫茶店や駄菓子屋を中心に多くの筐体が出荷された（スペースインベーダー#ヒットと社会現象を参照）。北米でも大ヒットし、日本とアメリカの両方で多くのアーケードゲームが開発され、商業的に成功した。アメリカでは「アーケードゲームの黄金時代」と呼ばれている。
1980年に発売されたナムコの『パックマン』はゲームの枠を超え、北米でアニメや音楽が大ヒットし、メディアフランチャイズの初期の成功例となった。

## 1980年代

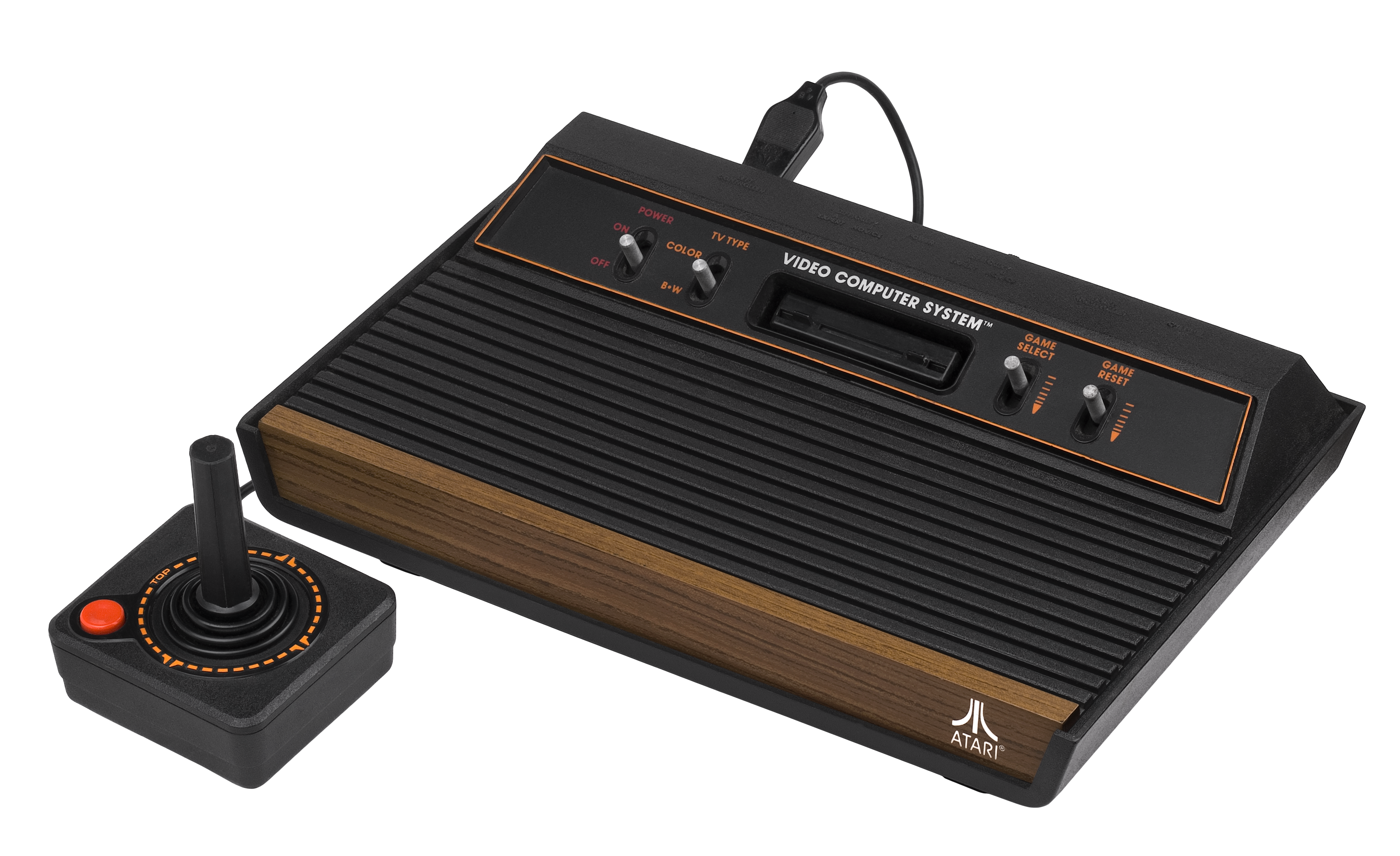
Atari 2600（Atari VCS）

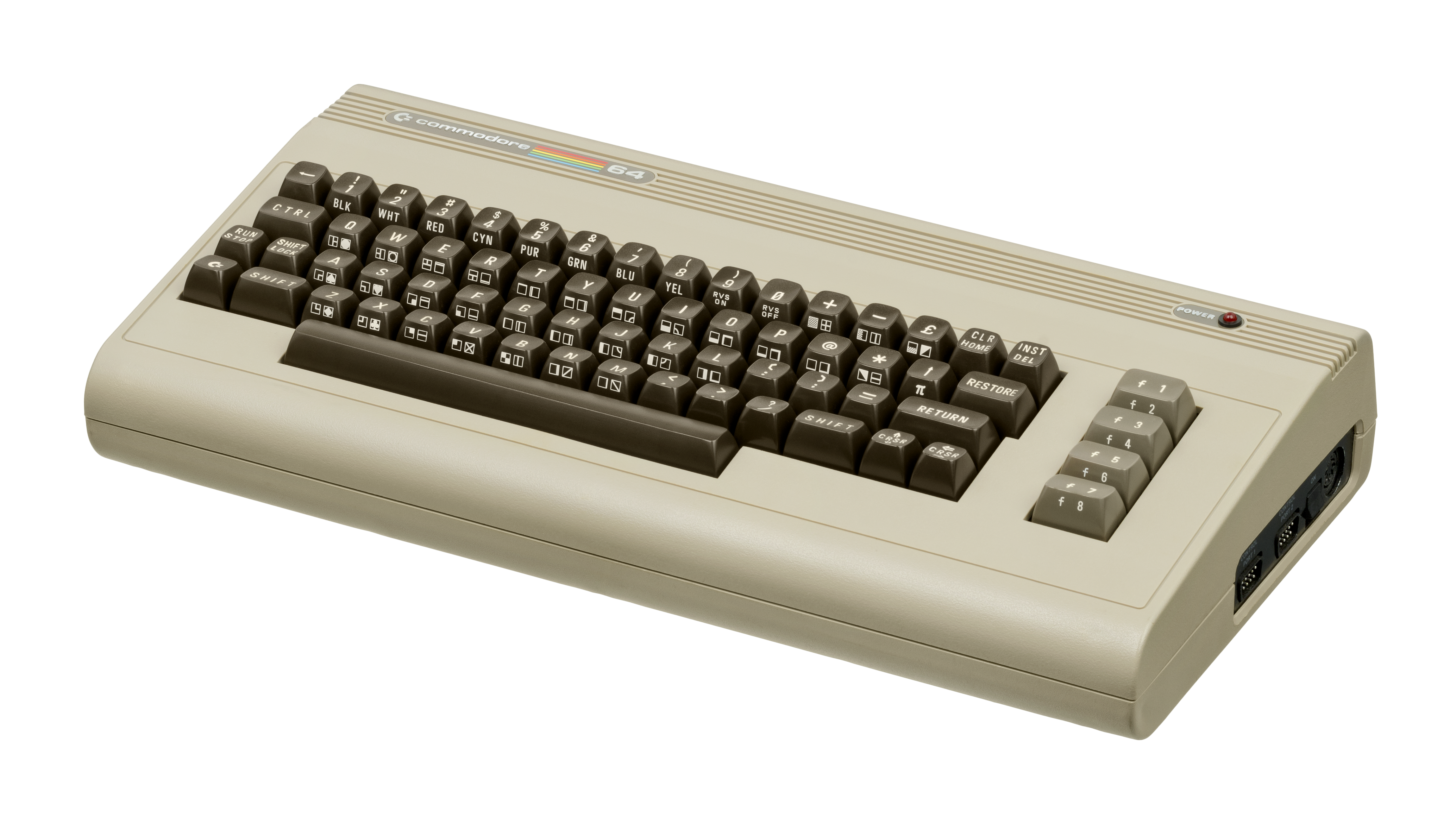
コモドール64

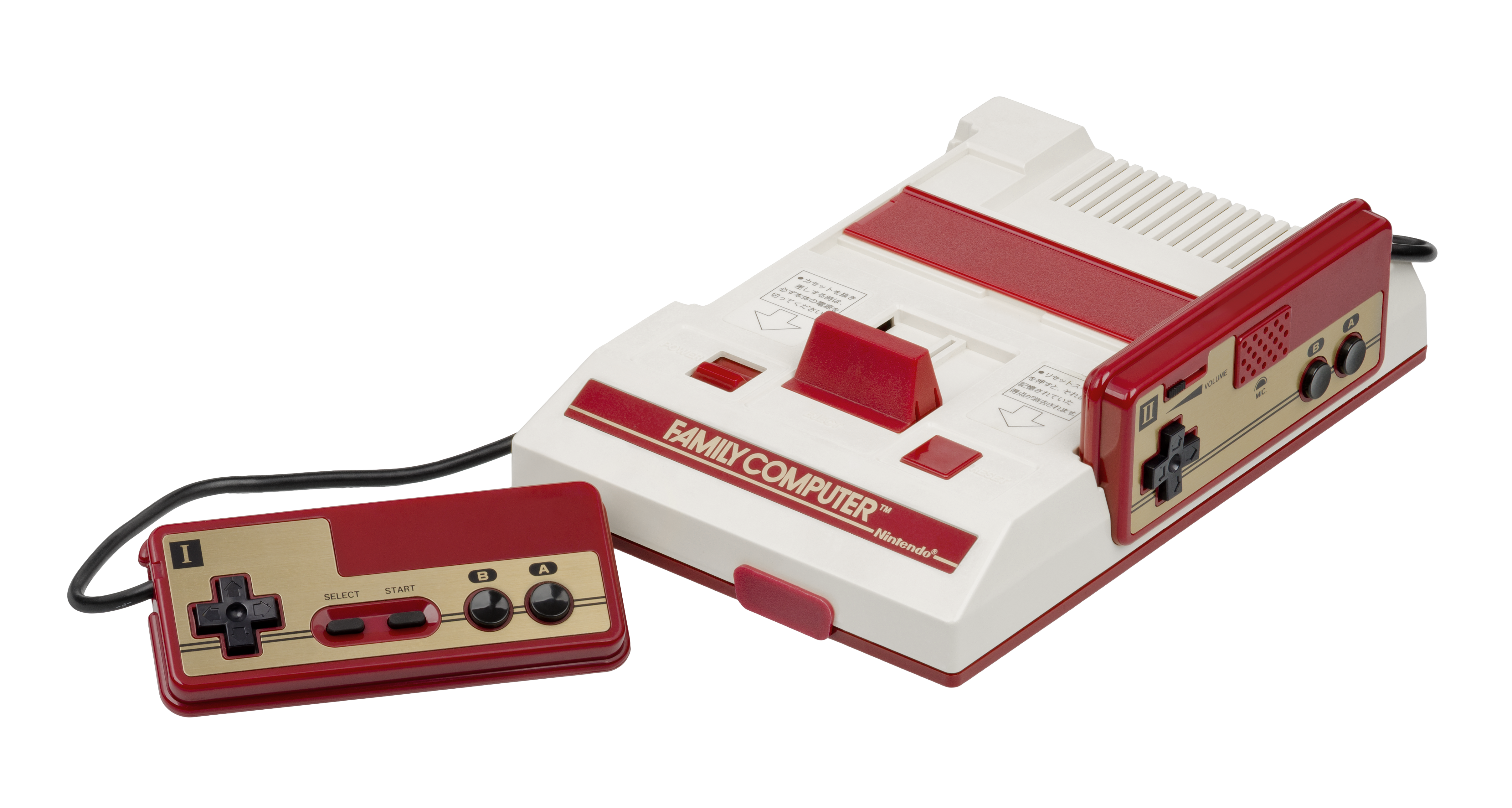
ファミリーコンピュータ

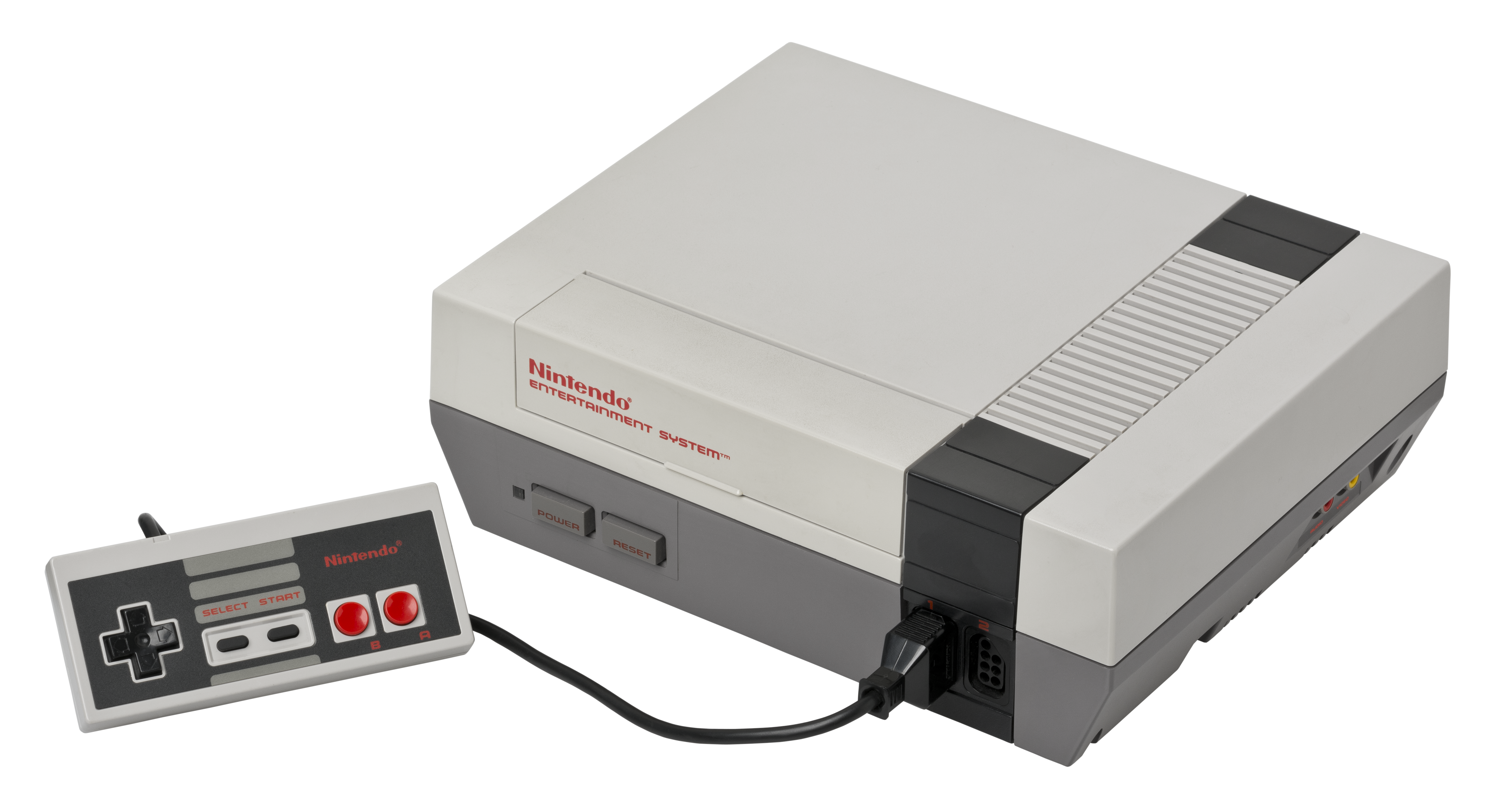
Nintendo Entertainment System

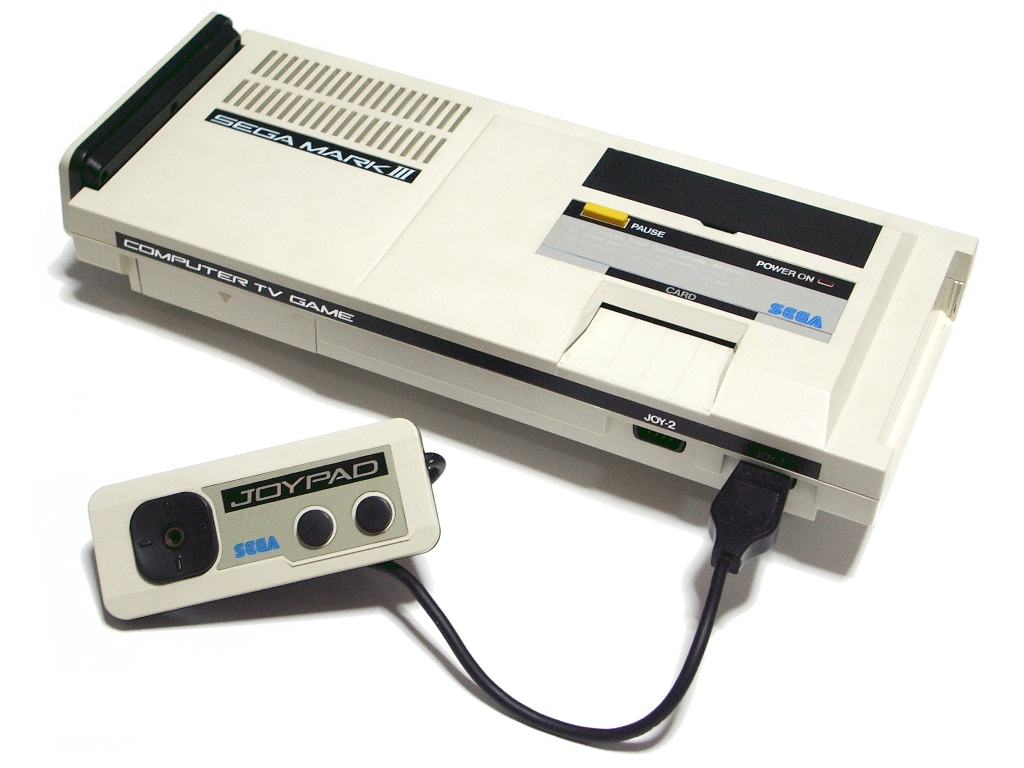
セガ・マークIII

### Atari VCSの成功とアタリショック
1976年にフェアチャイルドが『チャンネルF』、1977年にアタリが『Video Computer System』（通称・Atari VCS、後にAtari 2600に改称）を発売した。チャンネルFとAtari VCSは以前のハードとソフトが一体化していたゲーム機とは違い、ロムカートリッジによりゲームソフトを交換して遊ぶことができ、ゲームソフトという新しい市場を切り開いた。
アタリはゲーム機とゲームソフトの両方を製造・販売し、アメリカの家庭用ゲーム機産業は大きく成長したが、1982年末にゲームソフトの大幅な値崩れを起こし、翌年の1983年には家庭用ゲーム機市場がほぼ消失してしまう（アタリショック）。サードパーティによるゲームソフトの粗製乱造や、アタリが『パックマン』や『E.T.』を大ヒットを見込んで大量に注文・生産し、大量の売れ残り在庫を抱えたことが原因とされる。

### マイクロコンピュータの普及とパソコンゲーム市場の誕生
1970年代から1980年代にかけてマイクロコンピュータが普及し、それまでのメインフレームやミニコンピュータは衰退していった。マイクロコンピュータとは、CPUとしてマイクロプロセッサを使用したコンピュータで、高性能で安価なマイクロプロセッサの開発により、マイクロコンピュータの人気は高まり、多くの企業が参入した。
1977年に発売されたApple II（Apple Computer）、PET 2001（コモドール）、TRS-80（タンディ・ラジオシャック）の3機種は商業的に成功し、多くのゲームソフトが開発された。
1981年にコモドールがVIC-20を発売。ゲームユーザーを狙った広告戦略が成功し、VIC-20は100万台以上を売り上げた世界初のコンピュータとなった。翌年の1982年にコモドールはVIC-20の後継機としてコモドール64を発売した。名前の通り当時としては大容量の64キロバイトのRAMを搭載し、Apple IIよりも安価だったことや、コンピュータ専門店だけでなく、多くの小売店でも販売されたことで大ヒットした。コモドール64は多くのソフトウェアが開発され、パソコン市場で大きな影響力を維持し続けた。アタリショック以降も販売台数を伸ばし続けたことで、ゲームユーザーの事実上の受け皿となり、多くのゲームソフトが移植された。
日本では日本電気（NEC）のPC-8800、富士通のFM-7、シャープのX1、MSXが人気だったため、コモドール64は全く普及しなかった（8ビット御三家も参照）。1980年代後半から、PC/AT互換機が世界的にデファクトスタンダードとなったが、日本ではNECのPC-9800シリーズが長らく市場を独占していたため、PC/AT互換機の普及が遅れた（PC/AT互換機#歴史も参照）。

### ファミコンブーム
Atari VCSの大ヒット以降、多くの会社がゲーム機市場に参入した。日本でも1981年にエポック社の『カセットビジョン』がヒットしたことで、多くのロムカセット式ゲーム機が発売された。
1983年に任天堂の『ファミリーコンピュータ』、1985年にセガが『セガ・マークIII』を発売した。
ファミリーコンピュータ（ファミコン）は1984年からのサードパーティーの参入と1985年の『スーパーマリオブラザーズ』の大ヒットで社会現象級の大ブームとなった。1985年からファミコンは『Nintendo Entertainment System』（NES）として日本国外で発売された。スーパーマリオブラザーズはファミコンとNESの両方でキラーソフトとなり、NESの大ヒットはアタリショックで衰退した北米の家庭用ゲーム機市場を復活させた。
日本ではファミコンの発売により、多くのゲーム雑誌が創刊された。人気ソフトの裏技やデータをまとめた攻略本が次々とベストセラーとなり、『スーパーマリオブラザーズ完全攻略本』（徳間書店）は1985年、1986年と2年連続で年間ベストセラーランキング1位となり、120万部のミリオンセラーとなった。
1985年にハドソンが開催した全国キャラバンで当時ハドソン社員の高橋名人が「16連射」を披露し、子供向け漫画雑誌『コロコロコミック』に取り上げられ、ファミコン名人として多くのメディアに出演し、子供たちを中心に一世を風靡した。

## 1990年代

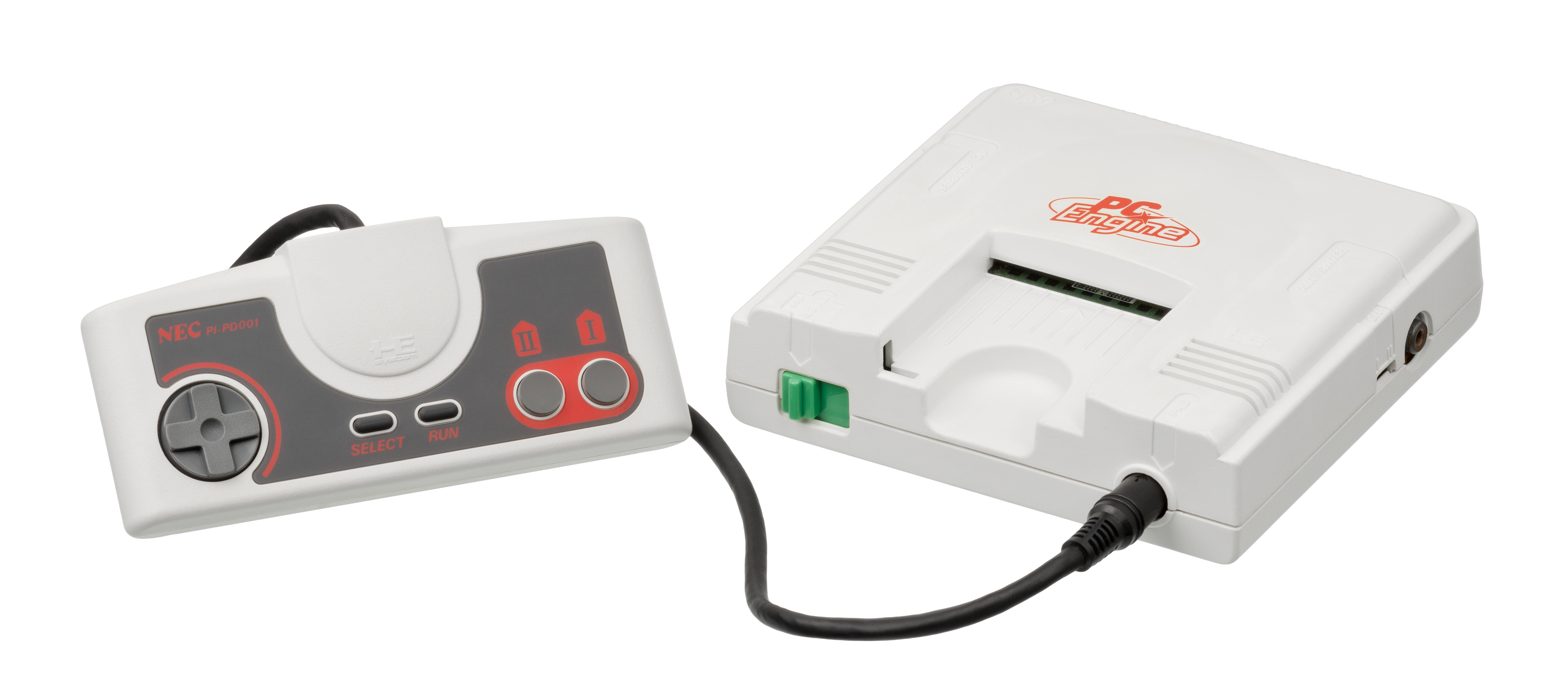
PCエンジン

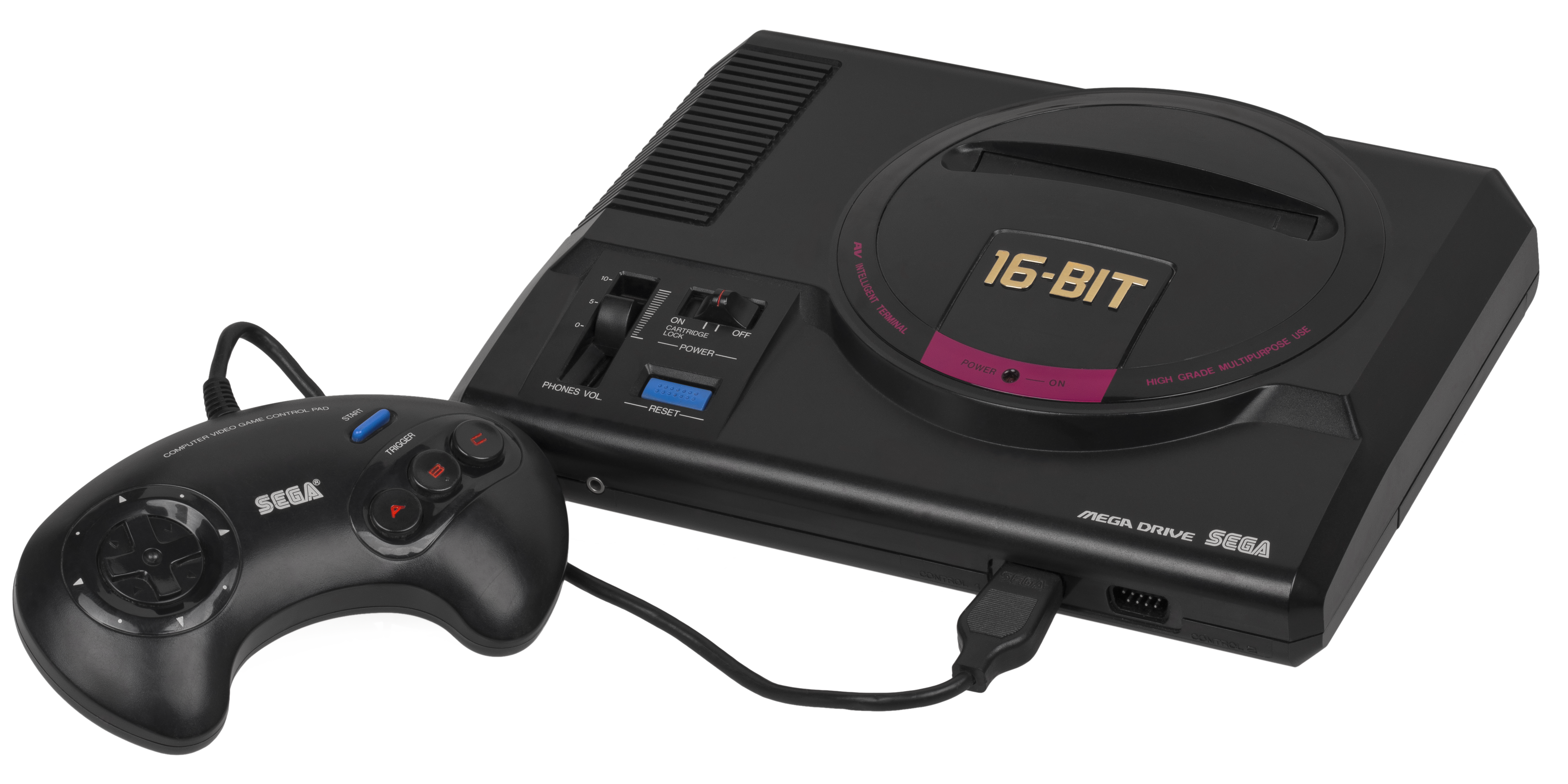
メガドライブ

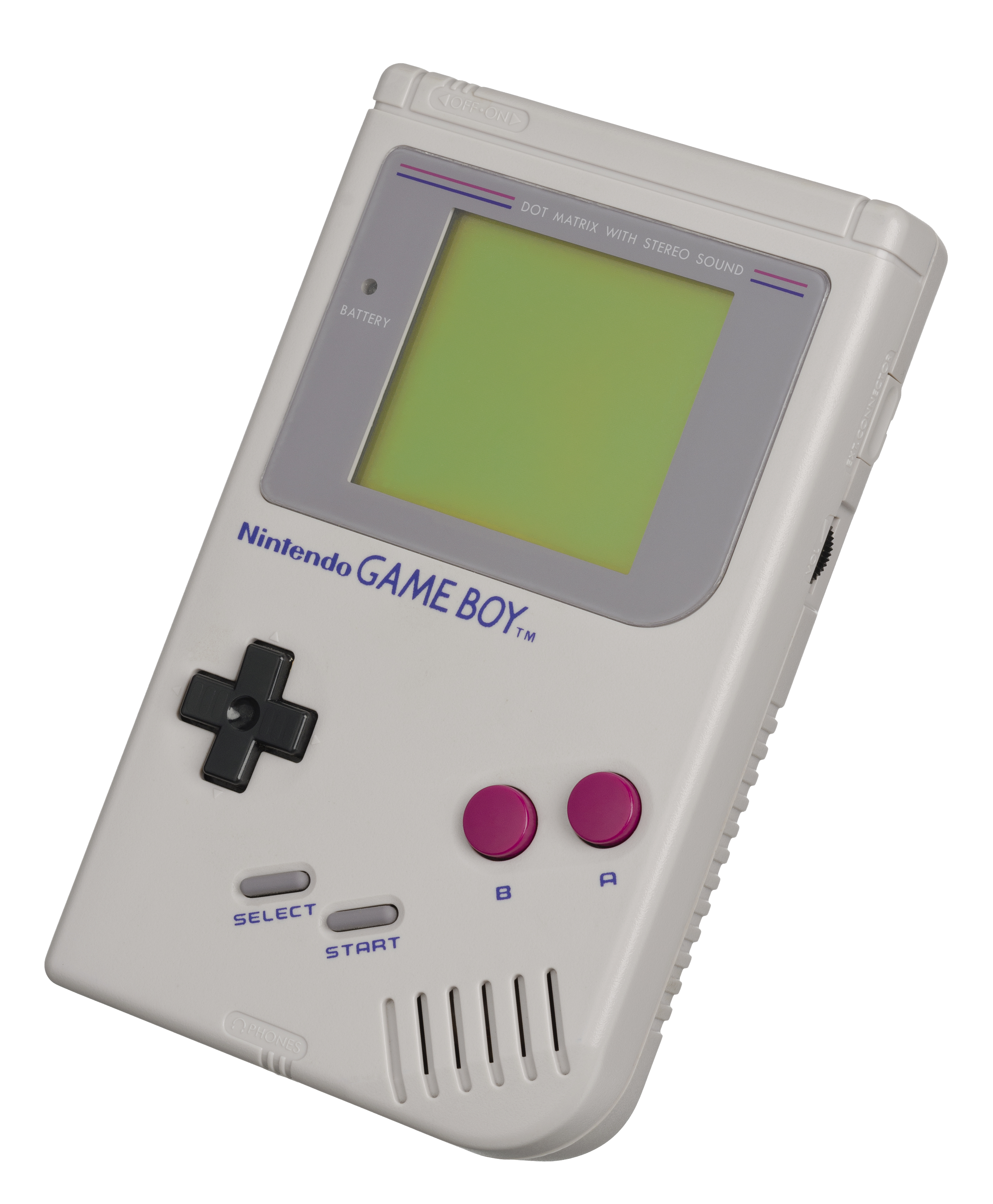
ゲームボーイ

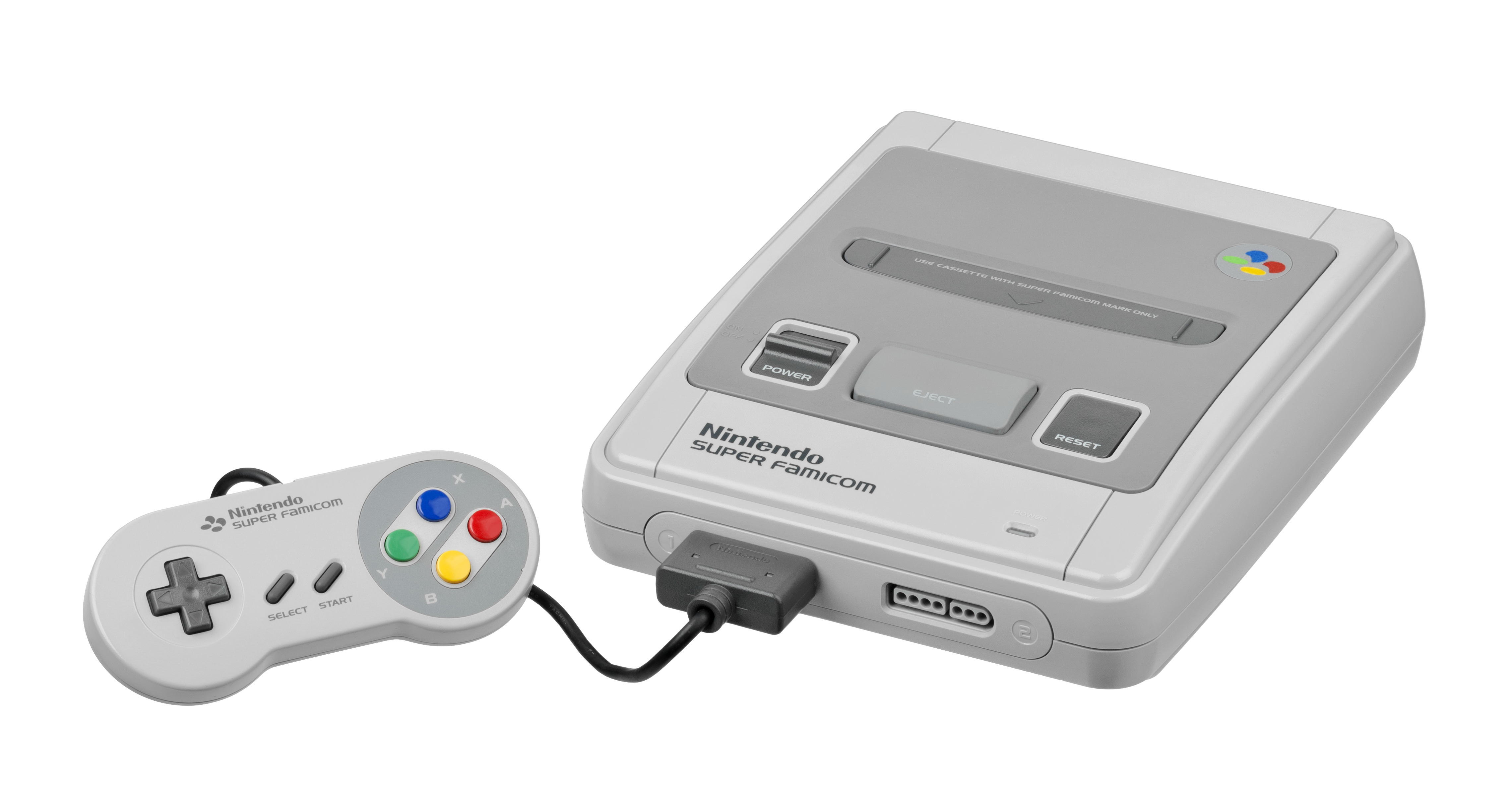
スーパーファミコン

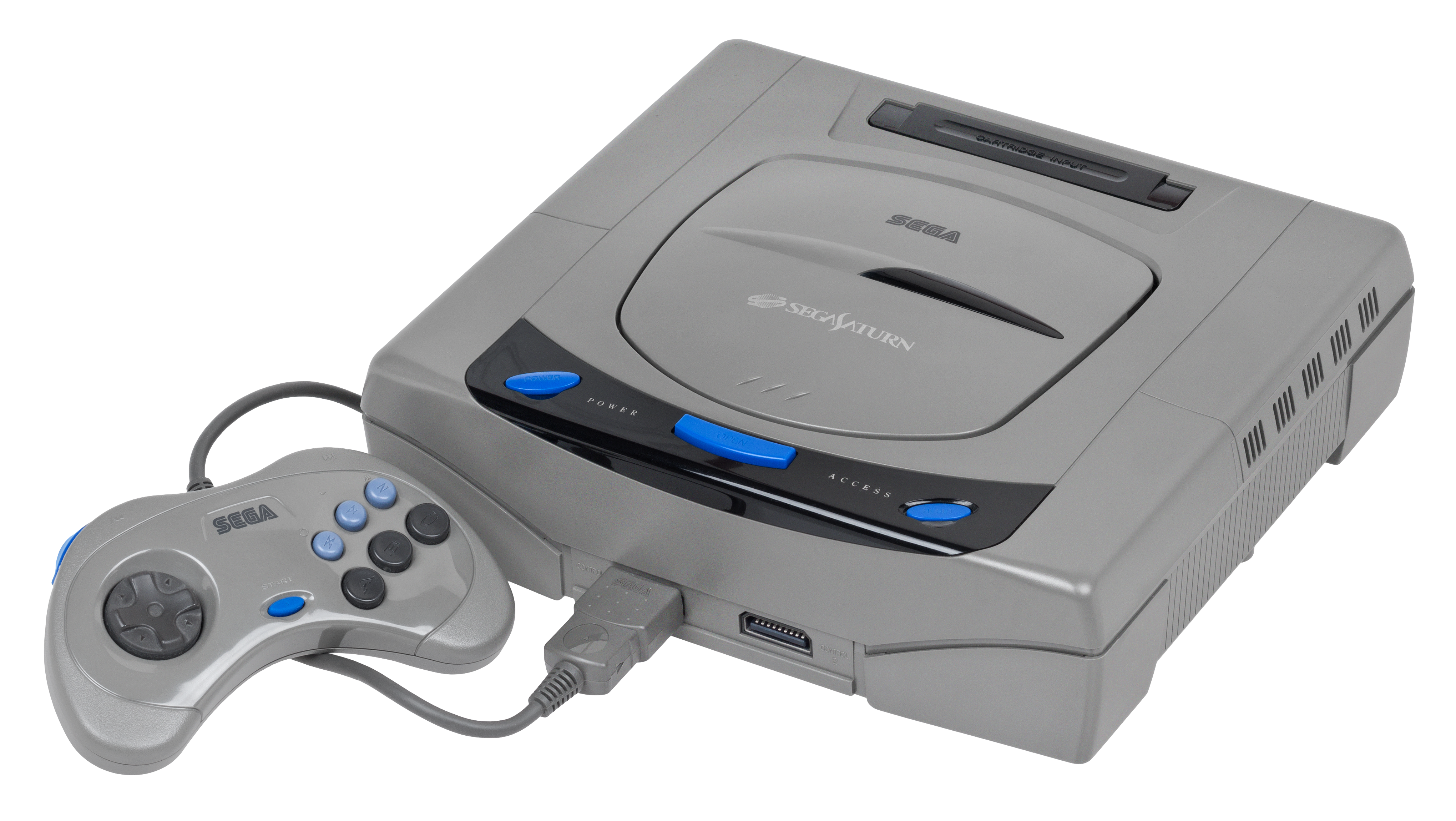
セガサターン

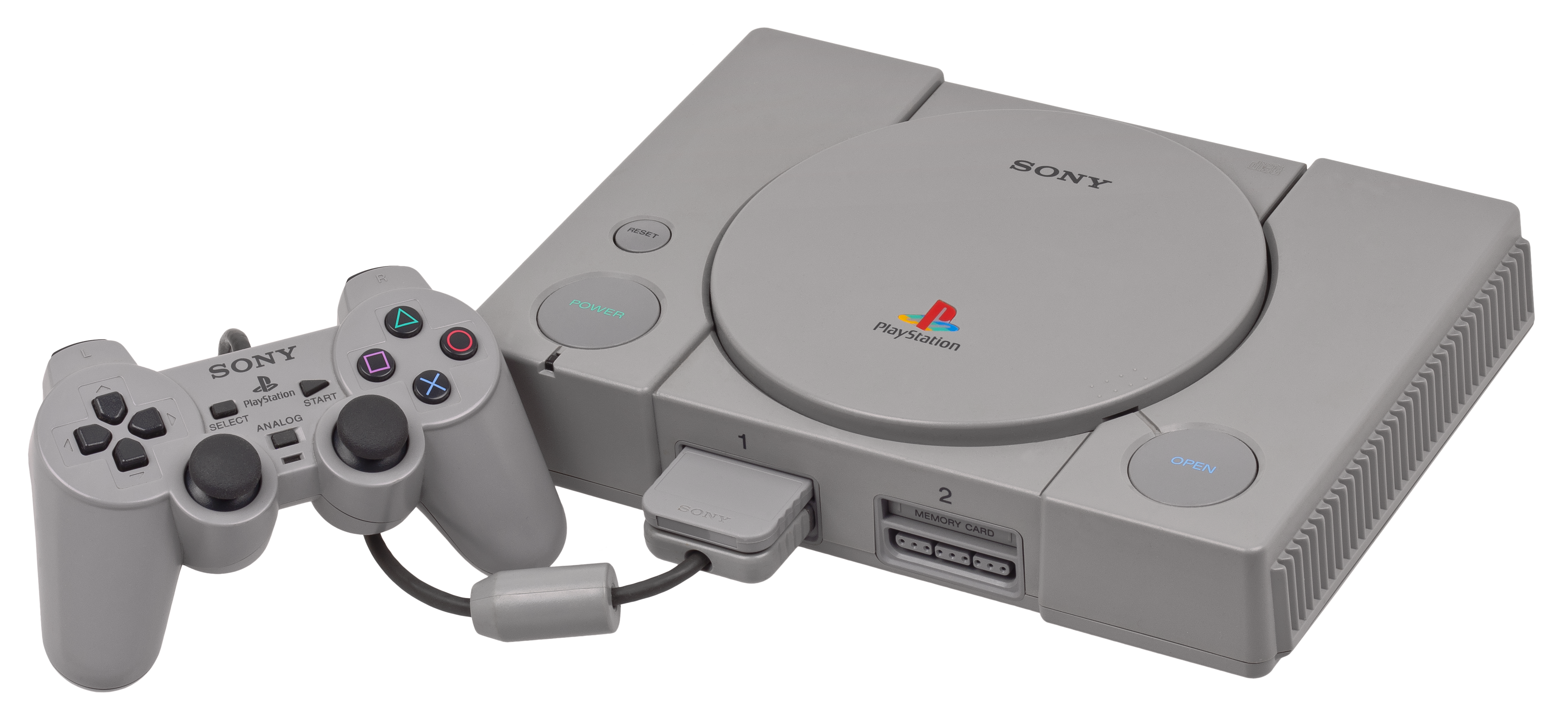
PlayStation

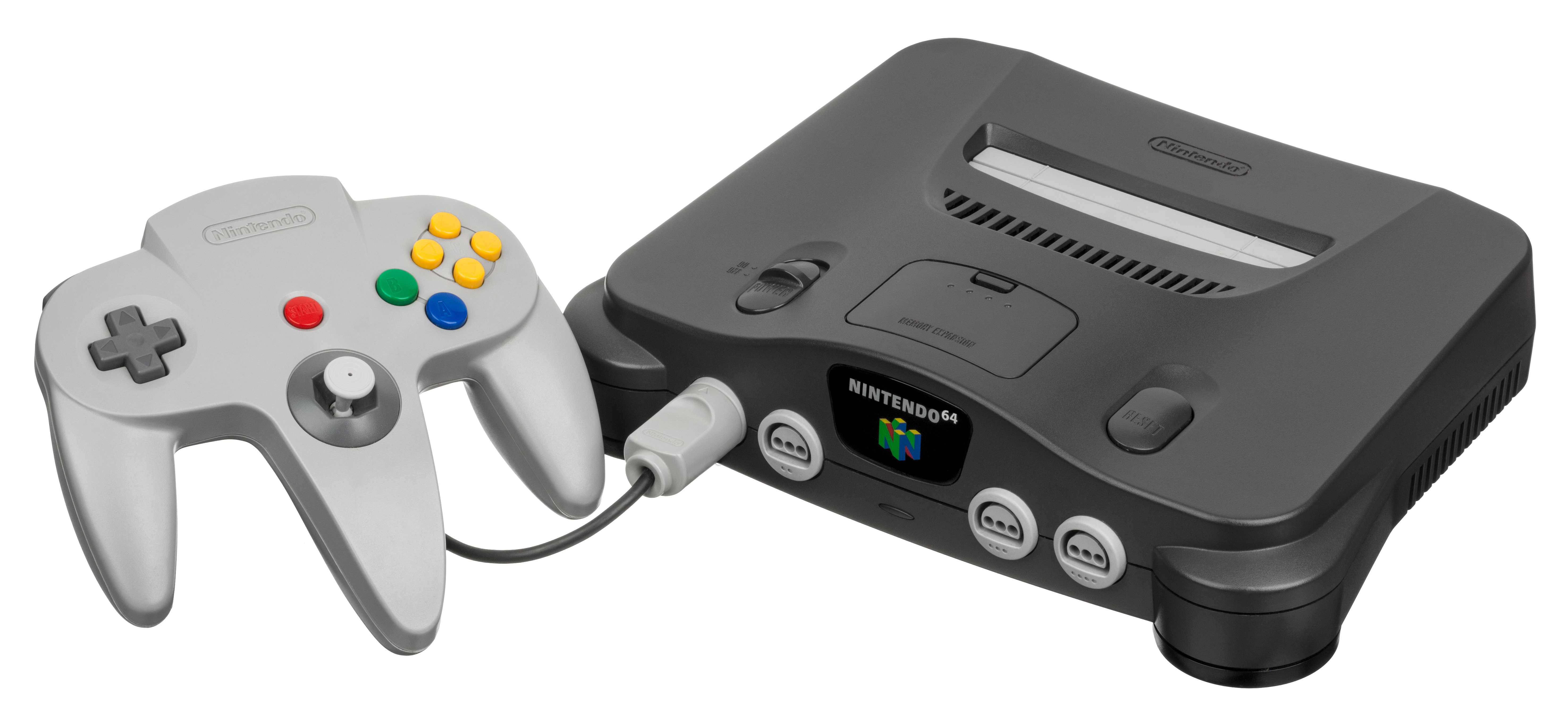
NINTENDO 64

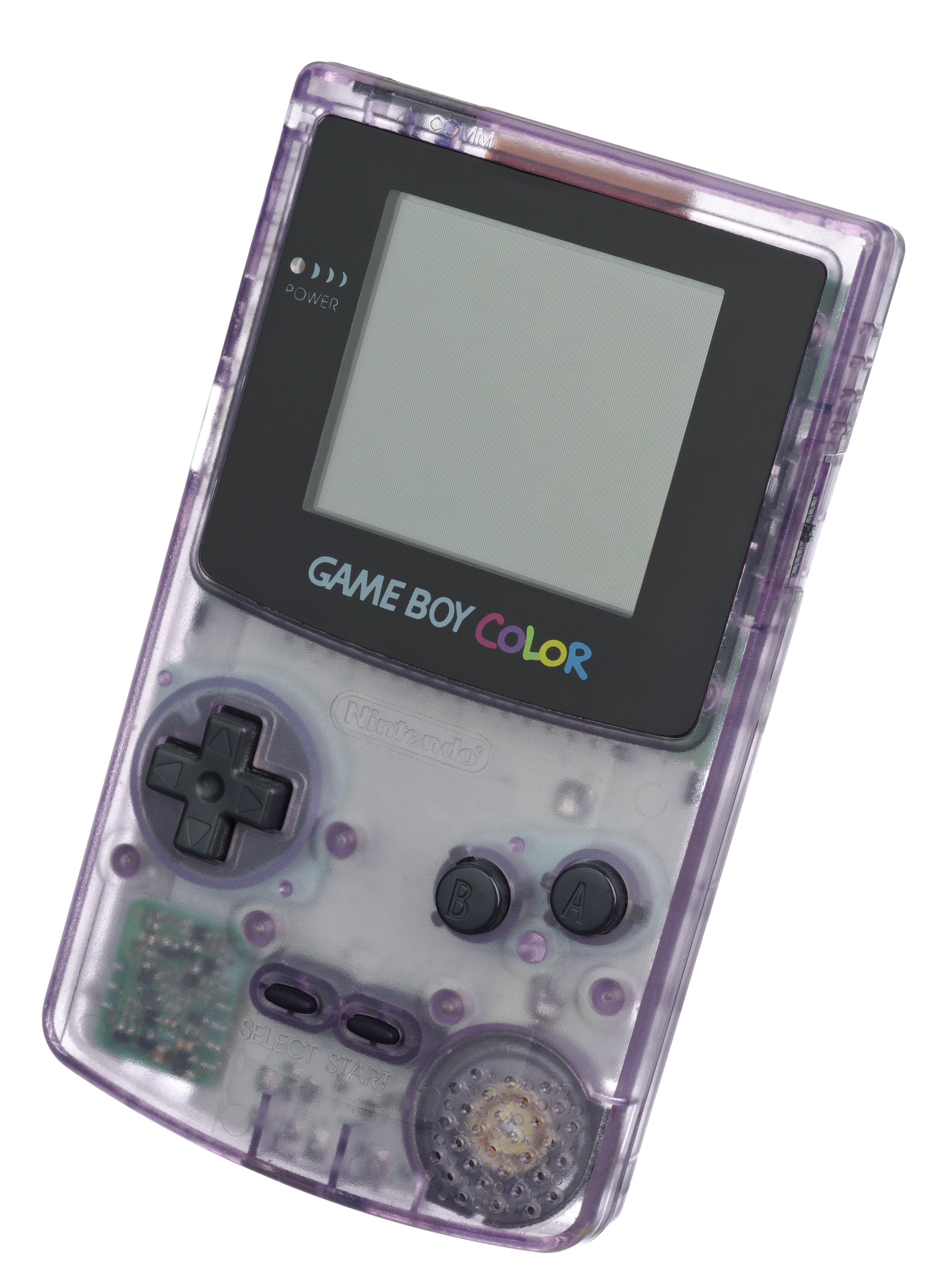
ゲームボーイカラー

### セガvs任天堂
1987年にNECホームエレクトロニクスが『PCエンジン』、1988年にセガが『メガドライブ』、1990年に任天堂が『スーパーファミコン』（SFC）を発売した。
SFCがファミコンの圧倒的なシェアを引き継ぎ、2世代連続でハードとソフトの両方でトップシェアとなった。PCエンジンは本体を周辺機器で拡張させる「コア構想」により、多くの本体と周辺機器が発売された。1988年に周辺機器のCD-ROM2を発売し、CD-ROMをゲームソフトとして採用した世界初の家庭用ゲーム機となった。日本国内の販売台数はSFCが1,717万台、PCエンジンシリーズが590万台、MDが358万台で、SFCの一人勝ちとなった。
セガは1989年にメガドライブの北米版『SEGA GENESIS』を発売した。GENESISは1990年に発売された任天堂の『Super Nintendo Entertainment System』（SNES）と競合した。セガは任天堂の『スーパーマリオブラザーズ』に対抗し、1991年に『ソニック・ザ・ヘッジホッグ』を発売した。客がGENESISとSNESを比べてGENESISを買って帰るという内容の比較CMが話題となり、GENESISの売り上げが急増した。その後も本体の値下げや、積極的な広告戦略により、北米のゲーム機市場で一強だった任天堂と互角以上のシェア争いを繰り広げた。

### ゲームボーイの大ヒット
1989年、任天堂が携帯型ゲーム機『ゲームボーイ』（GB）を発売。同年に発売された『テトリス』が大ヒットし、出荷台数を牽引した。1996年に『ポケットモンスター 赤・緑』が社会現象となり、市場が再活性化した。1996年に『ゲームボーイポケット』、1998年に『ゲームボーイカラー』が発売され、ゲームボーイシリーズは任天堂のゲーム機として初めて世界累計で1億台を売り上げた。

### 3Dグラフィックスの普及
1989年にナムコが3次元コンピュータグラフィックス（3DCG）に特化したアーケードゲーム基板「SYSTEM21」を開発し、『ウイニングラン』、『スターブレード』、『ソルバルウ』などを製作。1992年にセガが「MODEL1」を開発し、『バーチャレーシング』『バーチャファイター』などを製作した。ナムコとセガによって、多くのアーケードゲームが3DCGへと移行した。家庭用ゲーム機でも、1994年のセガサターン（セガ）、PlayStation（SCE）、1996年のNINTENDO 64（任天堂）は全て3D描画機能を備えている。以降、3DCGのゲームがアーケードと家庭用の両方で普及した。

### 対戦格闘ゲームブーム
1991年、アーケードゲーム『ストリートファイターII』（カプコン）が日本とアメリカの両方で社会現象級の大ヒットとなり、世界的な格闘ゲームブームの火付け役となった。1990年代に多くの格闘ゲームが流行し、『バーチャファイター』、『闘神伝』のヒットにより、1990年代後半には『鉄拳』、『ソウルエッジ』、『デッド オア アライブ』など多くの3D格闘ゲームが登場した。

### 次世代機戦争
1994年にセガが『セガサターン』（SS）、ソニー・コンピュータエンタテインメント（SCE）が『PlayStation』（PS）、1996年に任天堂が『NINTENDO 64』（N64）を発売した。
1994年に発売されたPSとSSは本体の価格競争が激化し、本体の値下げを繰り返した。他にも同時期に、3DO社の『3DO REAL』や、NECの『PC-FX』、SNKの『ネオジオCD』、バンダイ・Appleの『ピピンアットマーク』など多くのゲーム機が発売され、次世代機戦争と呼ばれた。新規参入したゲーム機のほとんどが商業的に失敗し、ゲーム機市場から撤退した。これ以降、家庭用ゲーム機はソニー・任天堂・セガ（セガ撤退後はマイクロソフト）による寡占状態が続いていく。
第五世代ゲーム機の多くがソフトウェア媒体にCD-ROMを採用した。CD-ROMはロムカセットと比べて大容量・低コストが特徴で、1万円を超えることもあったゲームソフトの価格をCD-ROMでは6000～7000円台まで下げることができた。任天堂もN64はロムカセットだったが、2001年の『ゲームキューブ」では光ディスクを採用している。CD-ROMの普及と、PSとSSの性能差が比較的少なかったことから、『ときめきメモリアル』、『Dの食卓』などPSとSSの両方でクロスプラットフォーム展開をするサードパーティが増えた。一方でドラゴンクエストシリーズやファイナルファンタジーシリーズといった大作シリーズは一つのゲーム機のみの独占販売を維持し、『ファイナルファンタジーVII』がPS独占で発売されたことはPSとSSのゲーム機競争に影響を与えた。
1990年代以降、アーケードゲームと家庭用ゲーム機の性能差が小さくなり、アーケードゲームのタイトルが登場後、すぐに家庭用ゲーム機に移植されることが多くなった。ゲーム市場のアーケードゲームが占める割合は減少し、家庭用ゲーム機が売上と技術の両方で市場を牽引するようになった。

### FPSの誕生とMODの流行
1992年の『Wolfenstein 3D』（id Software）は3Dシューティングの始祖と呼ばれ、ファーストパーソン・シューティングゲーム（FPS）というジャンルを確立した。id Softwareは『Wolfenstein 3D』の後継作品として1993年に『DOOM』、1996年に『Quake』を発売した。『DOOM』は火星を舞台にしたFPSで、シューティングだけでなく、探索しゴールを目指すというアドベンチャーゲームとしての要素もある。北米で発売されると、すぐに大ヒットを記録し、その後の多くのシューティングゲームに影響を与えた。
『モータルコンバット』や『ナイトトラップ』の残虐な描写が問題視され、論争となったことで1994年にコンピュータゲームのレイティング審査を行う団体「エンターテインメントソフトウェアレイティング委員会」（ESRB）がアメリカで設立された。『DOOM』や、ガンシューティングゲームの『リーサルエンフォーサーズ』も社会的影響を懸念され、批判された。
1990年代後半に『DOOM』、『Quake』のMODが公開され、流行した。MODとは、ゲームのグラフィックやデータを改造するファイル・プログラムで、改造・変更という意味の「modification」の短縮形である。ゲームのほぼ全てを変更する大規模なMODは「トータルコンバージョン」と呼ばれる。『ハーフライフ』をチーム制のオンラインゲームに改造した『カウンターストライク』は世界中のハーフライフユーザーから支持され、人気を博した。『DOOM』、『Quake』、『ハーフライフ』はインターネット上でMODコミュニティが形成され、多くのMODが作成された。

## 2000年代

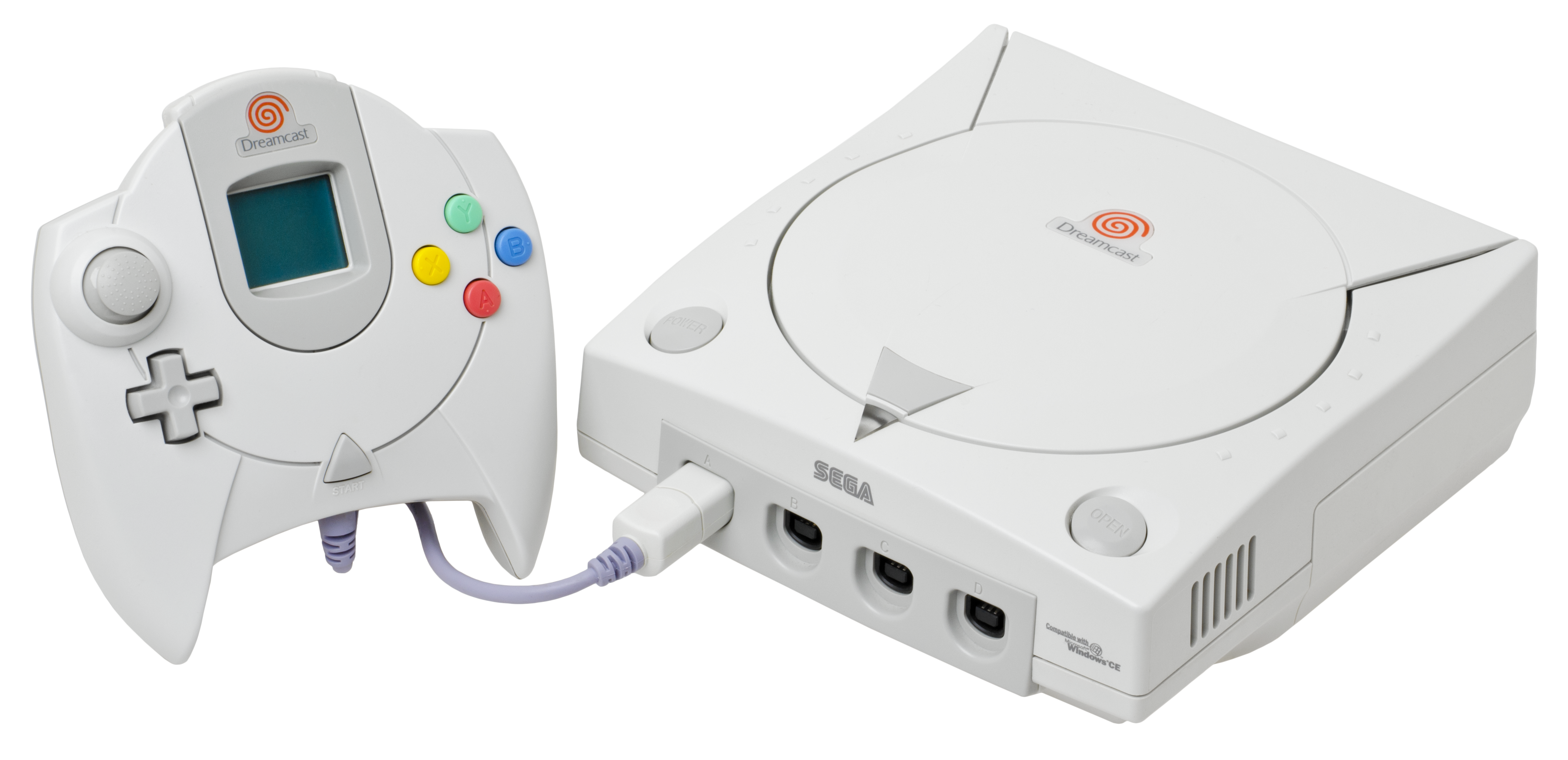
ドリームキャスト

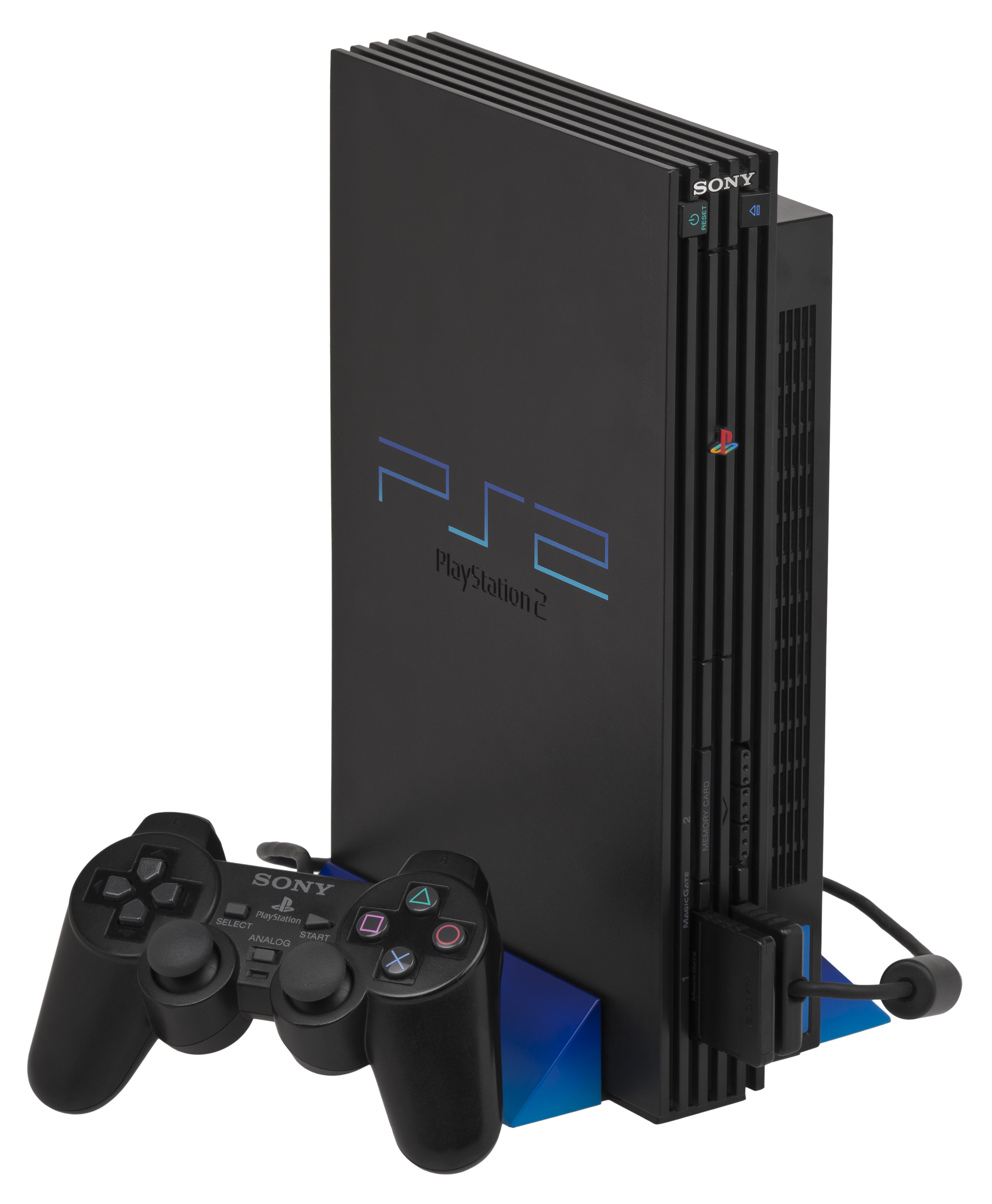
PlayStation 2

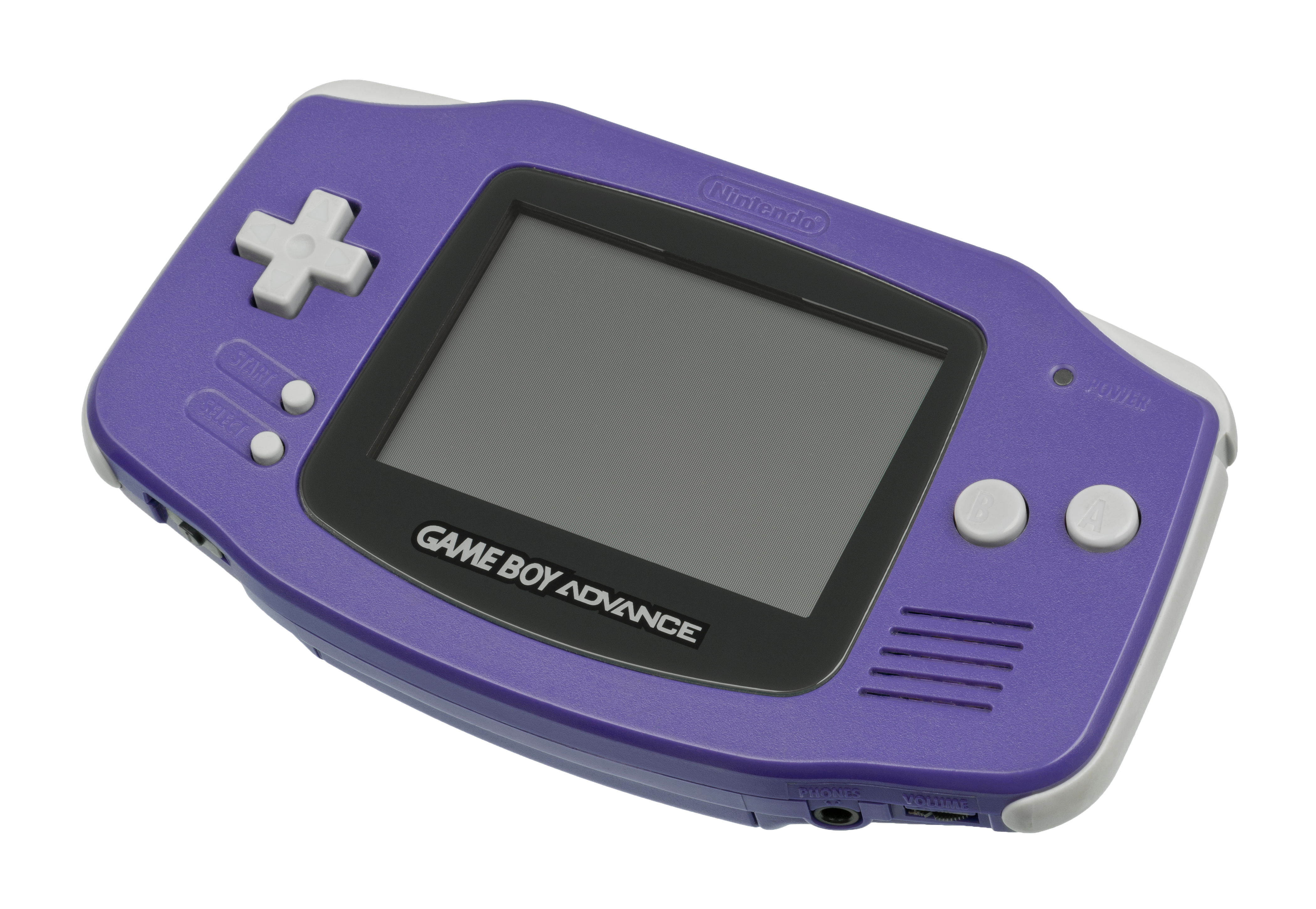
ゲームボーイアドバンス

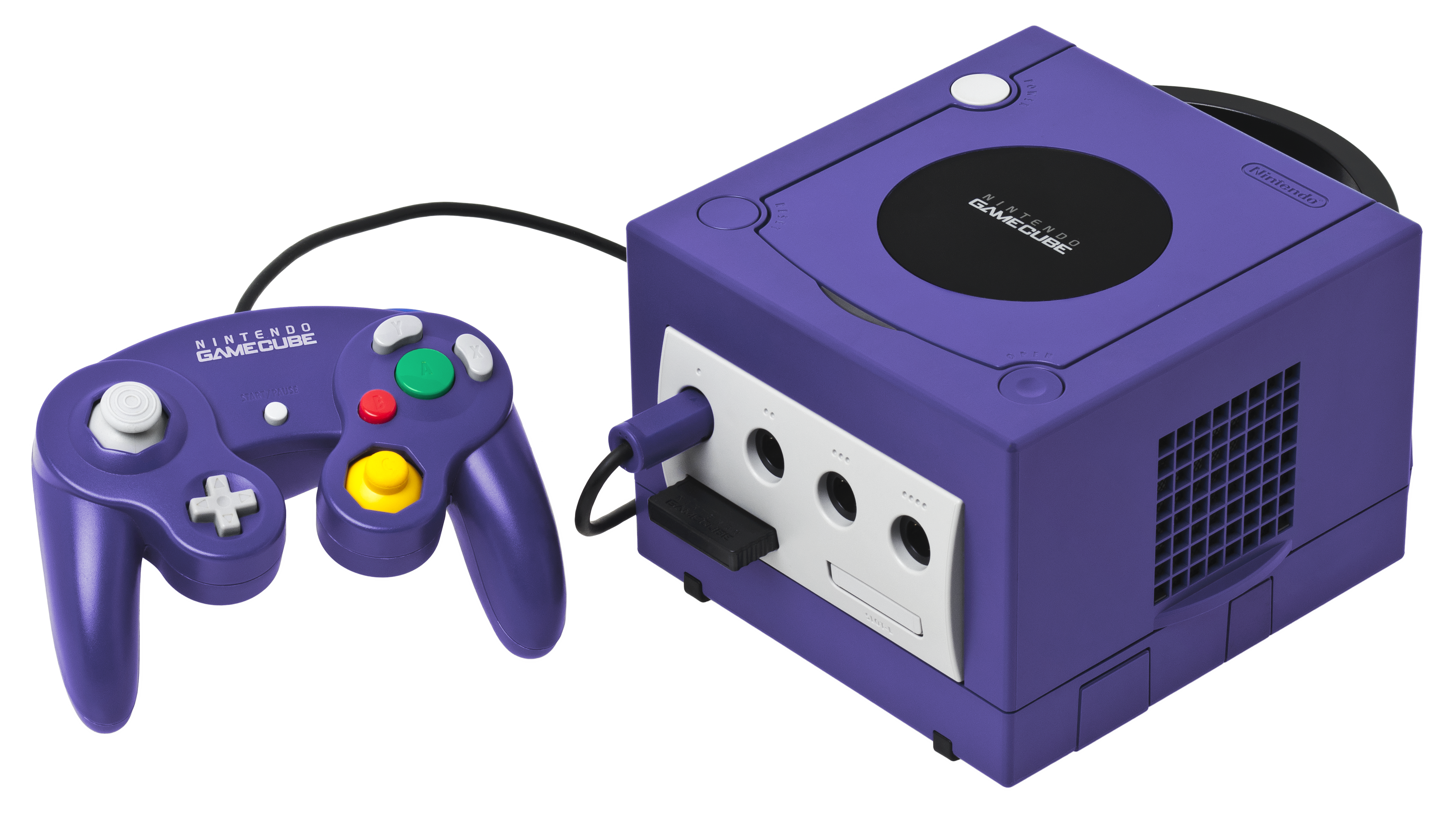
ゲームキューブ

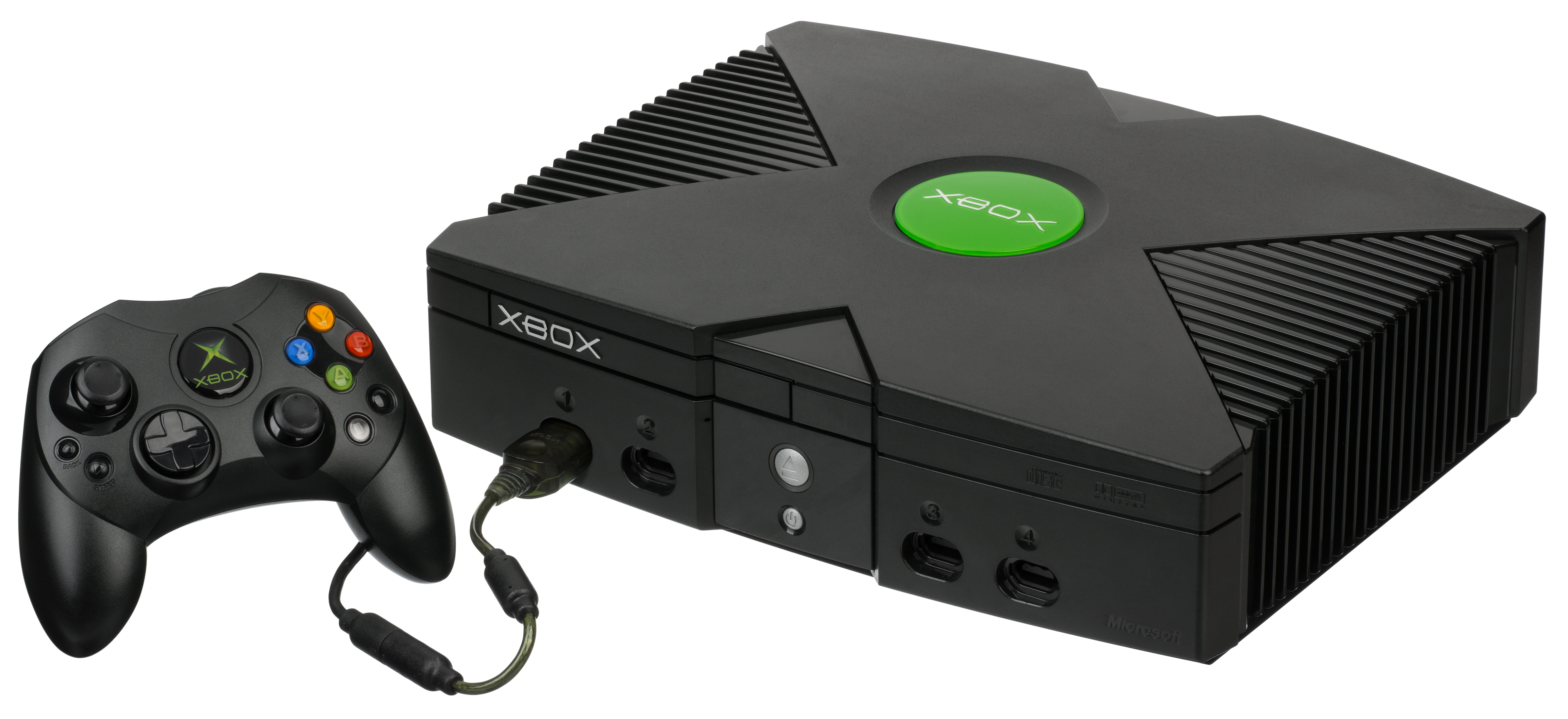
Xbox

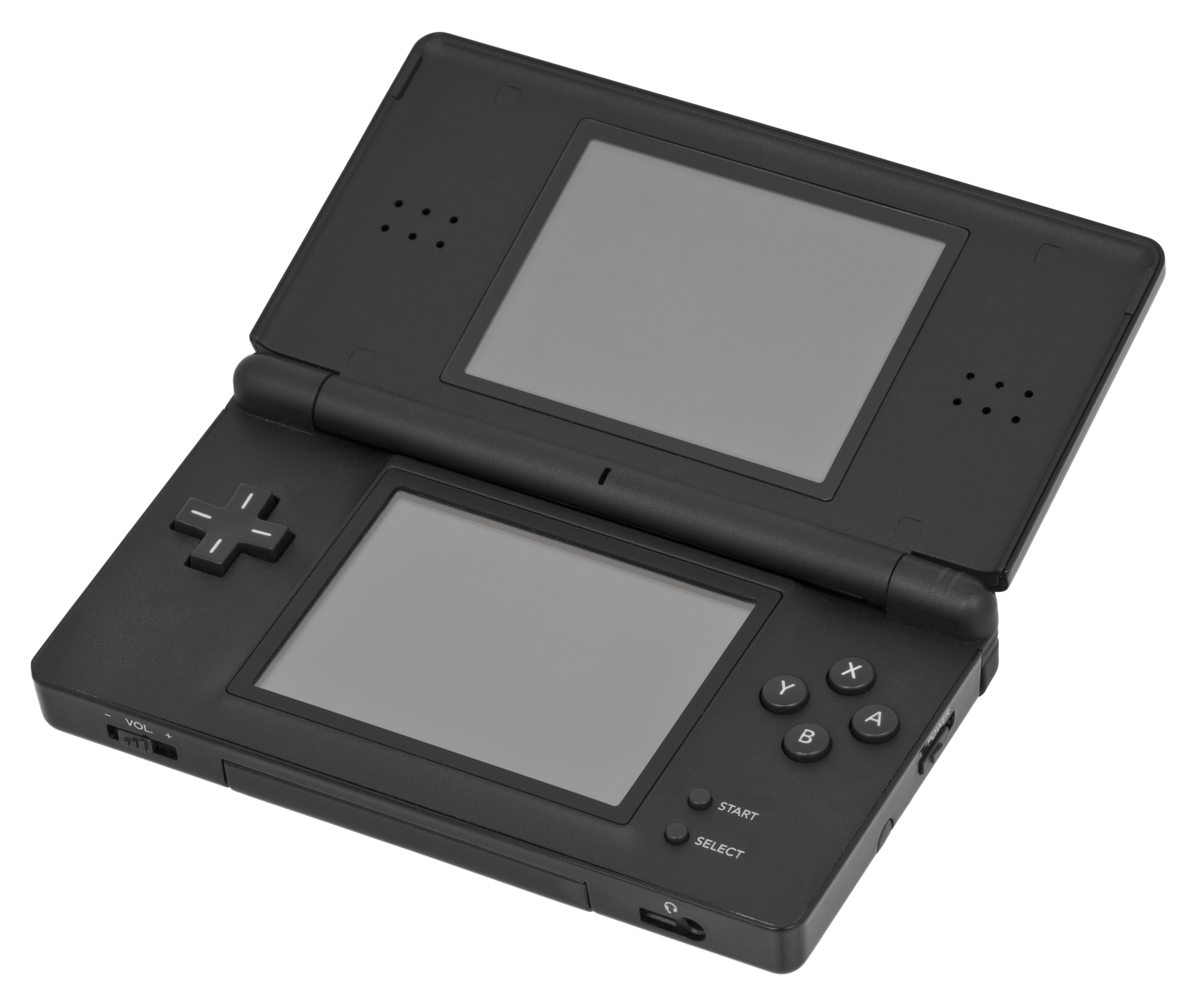
ニンテンドーDS Lite

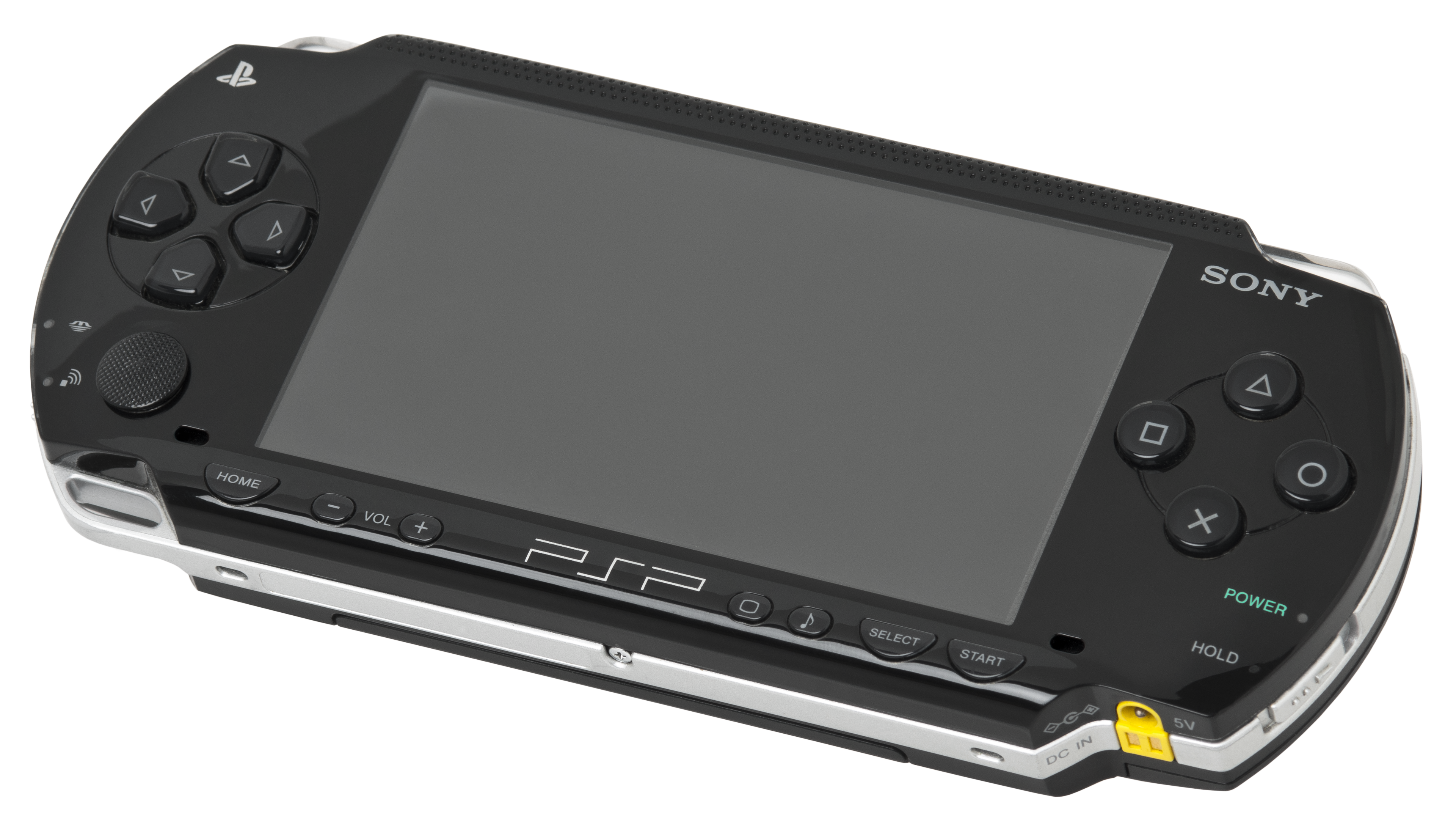
PlayStation Portable

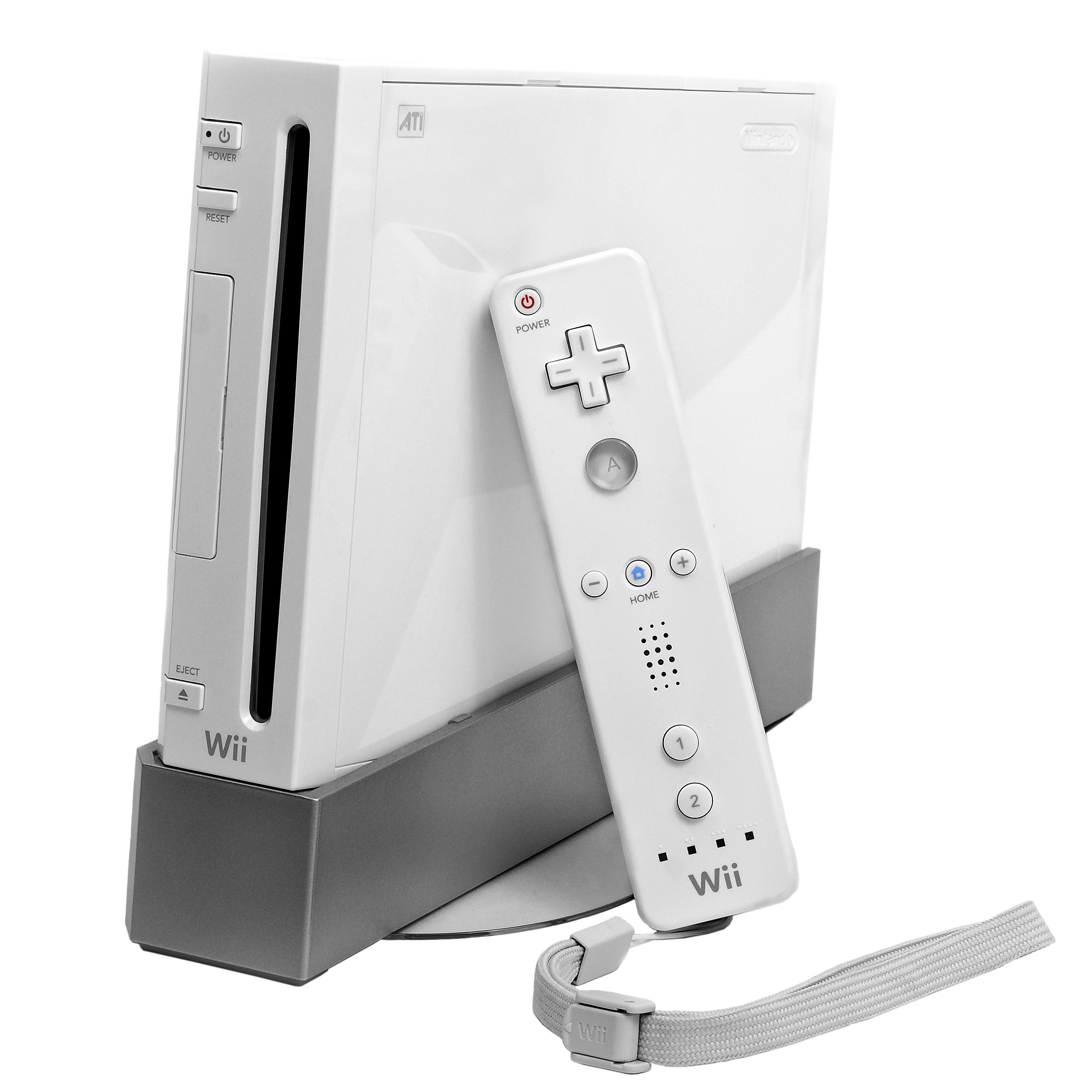
Wii

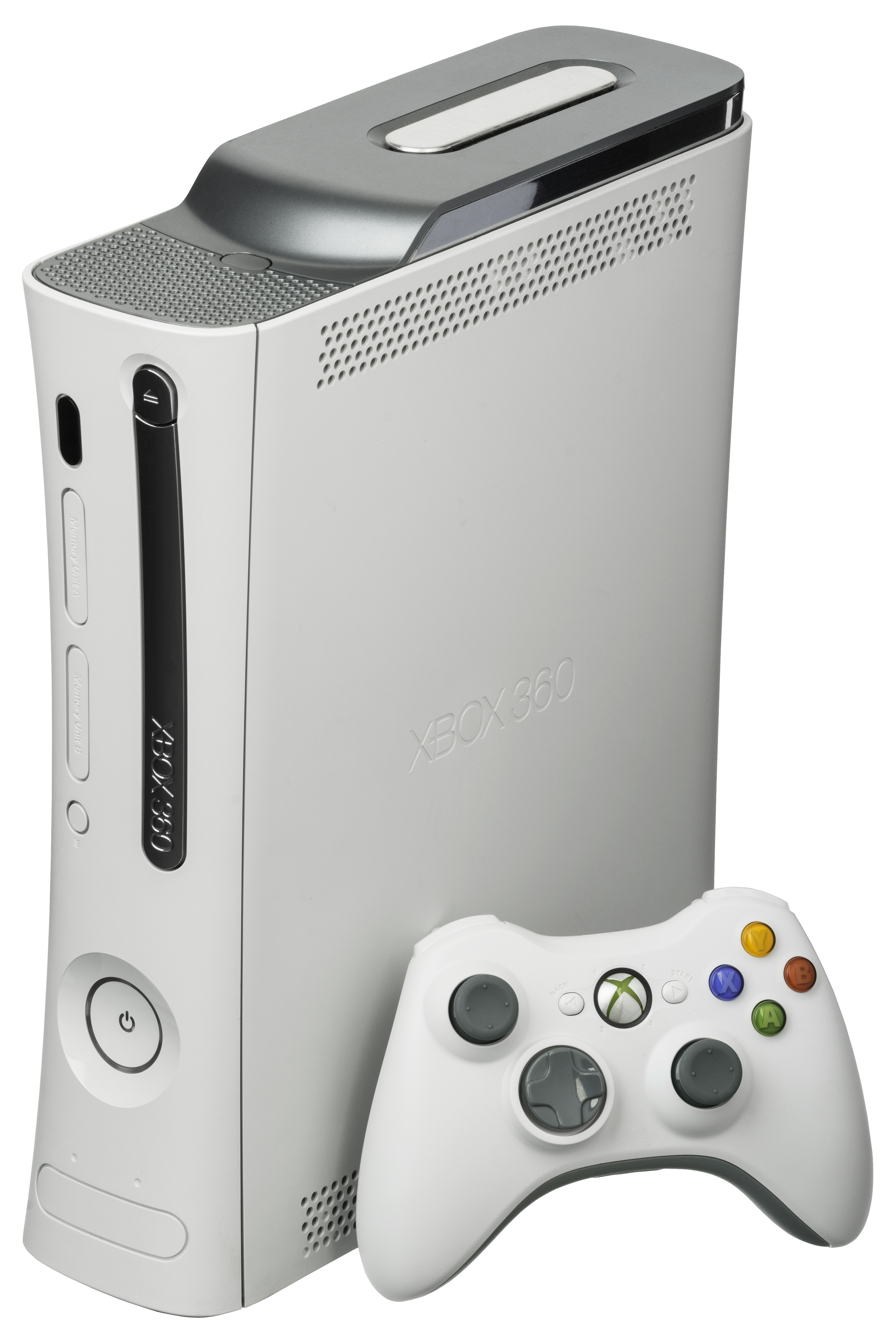
Xbox 360

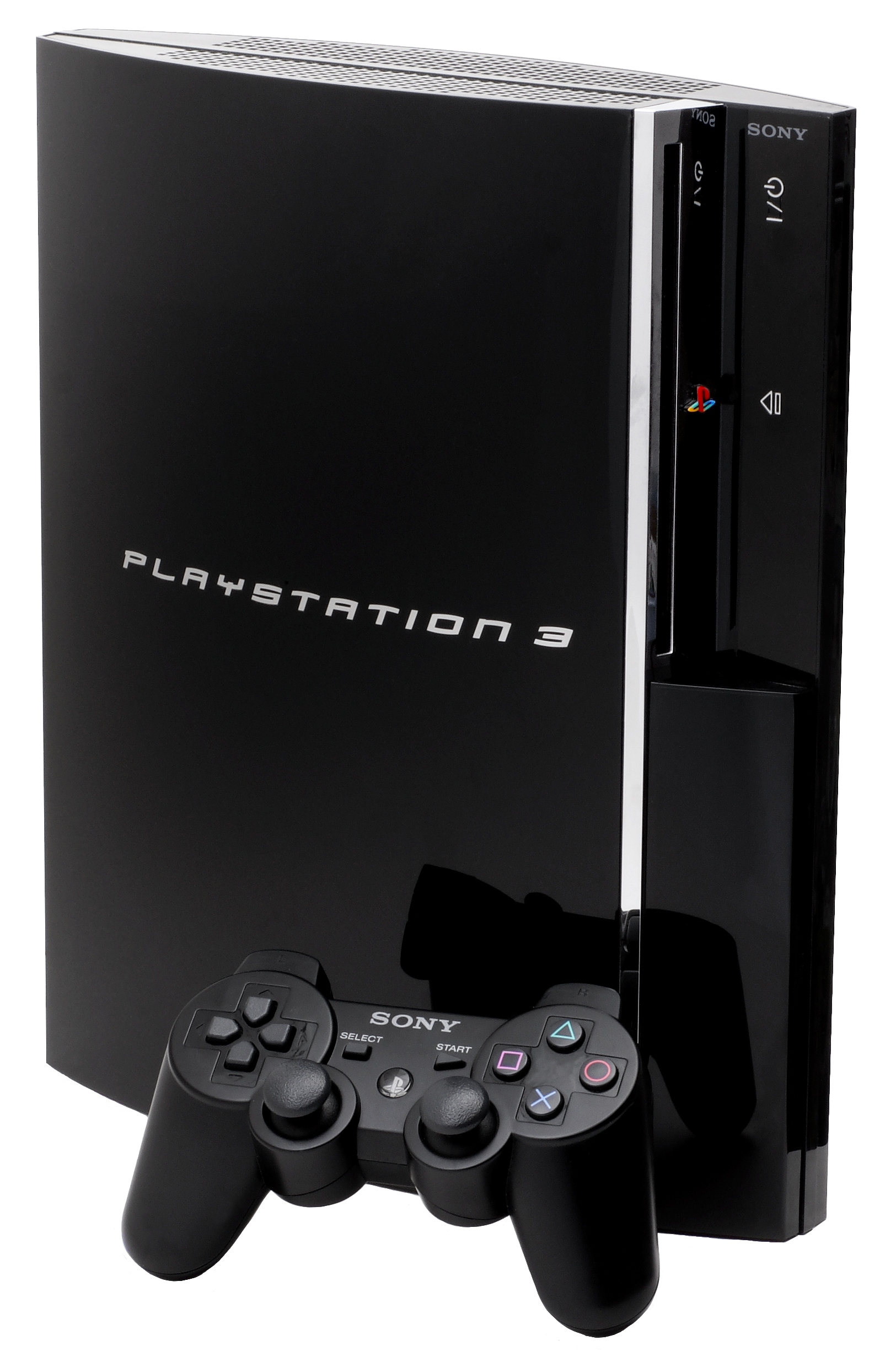
PlayStation 3

### ブラウザゲームの流行
1995年に発売されたMicrosoft Windows 95により、多くの人がインターネットにアクセスできる環境が整ったことでインターネット利用者数が爆発的に増加した。
Windows 95が発売された当時、多くの人はダイヤルアップ接続を介してインターネットにアクセスしていた。2000年代前半にADSLの登場でブロードバンドが普及し、インターネット回線が高速化すると、多くのウェブサイトで画像や動画を扱えるようになった。
軽量で動画が作成できるMacromedia Flash（Adobe Flash）が普及し、動画メディアのプラットフォームとして主流となった。Adobe Flash Playerは多くのパソコンに普及し、2009年時点でインターネットに接続されたデスクトップPCの99%にAdobe Flash Playerがインストールされていた。

1990年代後半から2000年代にかけて多くのFlashゲームが作成され、人気となった。世界的に有名なFlashゲームに『Farmville』、『Alien Hominid』、『QWOP』、『Club Penguin』、『Dofus』などがある。日本でも1999年のMacromedia Flash 4以降、多くのFlash動画やFlashゲームが作成された。
2010年にAppleがiPhoneを含む全ての端末でFlashを採用しないと宣言した。理由としてセキュリティの問題や、Flashによる機能の制約による技術的な問題を挙げた。2010年代以降、スマートフォンやMP4の普及などにより、Flashは急速に衰退し、以降はHTML5でのブラウザゲームが主流となっていった。

### オンラインゲーム市場の拡大
1997年の『ウルティマオンライン』、1999年の『エバークエスト』、『Asheron's Call』の商業的成功によってMMORPG（大規模多人数参加型オンラインRPG）が流行し、アメリカと韓国で多くのMMORPGが制作された。韓国は1998年に金大中が大統領に就任し、アジア通貨危機下でIT産業を奨励し、莫大な投資を行い、経済の建て直しを図った。急速にインターネットが普及し、IT先進国となった韓国では家庭用ゲーム機よりもオンラインゲームが普及した。2000年頃、韓国内で「eスポーツ」の用語が広まり、欧米などで大々的なコンピュータゲームの世界大会が開催されるようになった。
2000年代に入ると全世界でインターネットが普及したことでMMORPGおよびオンラインゲームのプレイヤー数は爆発的に増加した。2003年に韓国で運営が開始されたMMORPG『メイプルストーリー』（ネクソン）は基本無料・アイテム課金型のビジネスモデルを初めて採用したとされる。その一方で長時間のゲームプレイによるゲーム依存症が社会問題となった。

### セガの家庭用ゲーム機事業撤退とマイクロソフトの参入
1998年にセガが『ドリームキャスト』、2000年にSCEが『PlayStation 2』（PS2）、2001年に任天堂が『ニンテンドー ゲームキューブ』を発売した。
ドリームキャストはPS2とのシェア争いに敗北し、2001年に生産中止したことで莫大な赤字となった。セガは家庭用ゲーム機事業から撤退し、以降はサードパーティへ転換した。PS2はPSソフトの互換性を持ち、PSのシェアを引き継いだことで、2世代連続でトップシェアとなった。PS2は安価なDVDプレイヤーとしても注目され、DVDの普及に大きく貢献した。ゲームキューブはゲームソフトの売上が伸びなかったことや、1990年代後半から続く日本のゲーム業界の縮小（ゲーム離れ）が原因となり、売上は伸び悩んだ。海外市場でも苦戦し、前世代機ののNINTENDO64よりも販売台数は減少した。
2001年にマイクロソフトが『Xbox』で家庭用ゲーム機事業へ参入した。全世界累計販売台数は2,400万台で、ドリームキャストとゲームキューブの販売台数を超え、PS2に次ぐシェアを獲得したが、製造コストの高さにより巨額の損失を出した。

### ゲームボーイアドバンスの大ヒット
2001年、任天堂が携帯型ゲーム機『ゲームボーイアドバンス』（GBA）を発売。

### ゲーム離れと任天堂の「ゲーム人口拡大」戦略
日本国内の家庭用ゲームソフト市場は1997年の5833億円をピークに減少を続け、2005年は3141億円と1997年の54％にまで低下した。一方で、日本のゲーム業界全体の市場規模は拡大しており、縮小しているのは家庭用ゲームソフト市場だけという見方もある。
任天堂は日本国内のゲームソフト市場の縮小はゲームの複雑化による人々のゲーム離れが原因と考え、ファミリーコンピュータからゲームキューブまでの高性能なゲーム機でグラフィックスを向上させる従来路線を改め、2003年に「ゲーム人口の拡大」を基本戦略と定めた。そして2004年に『ニンテンドーDS』、2006年に『Wii』を発売した。DSはタッチスクリーン、WiiはWiiリモコンによって直感的な操作が可能で、年齢、性別、ゲーム経験の有無を問わず楽しめる商品として開発された。以降、任天堂はDSとWiiで掲げた「ゲーム人口の拡大」を踏襲し、高性能なゲーム機による性能競争を避けて、ゲーム機に独自の斬新なギミックを採用するようになった。

### 日本の家庭用携帯ゲーム市場
2004年に任天堂が『ニンテンドーDS』、SCEが『PlayStation Portable』（PSP）を発売した。

### 日本の家庭用ゲーム市場のガラパゴス化
2005年にマイクロソフトが『Xbox 360』、2006年にSCEが『PlayStation 3』（PS3）、任天堂が『Wii』を発売した。
Xbox 360は初期型の高い故障率（Xbox 360の技術的問題を参照）、PS3は長期間の逆ざや（製造コストが価格を上回る状態）による多額の赤字、Wiiは性能不足と3機種はそれぞれ問題を抱え、苦戦したが、全世界の累計販売台数はXbox 360が8400万台、PS3が8740万台、Wiiが1億台と、3機種ともに一定の成功を収めた。
一方、日本の家庭用ゲームの海外売上は2008年にピークに減少し、日本の家庭用ゲーム市場はガラパゴス化していると指摘されるようになった。日本では、多くのゲーム会社が携帯型ゲーム機市場に注力したことで、PS3やXbox 360といったHDゲームへの移行が遅れた。

## 2010年代
2010年

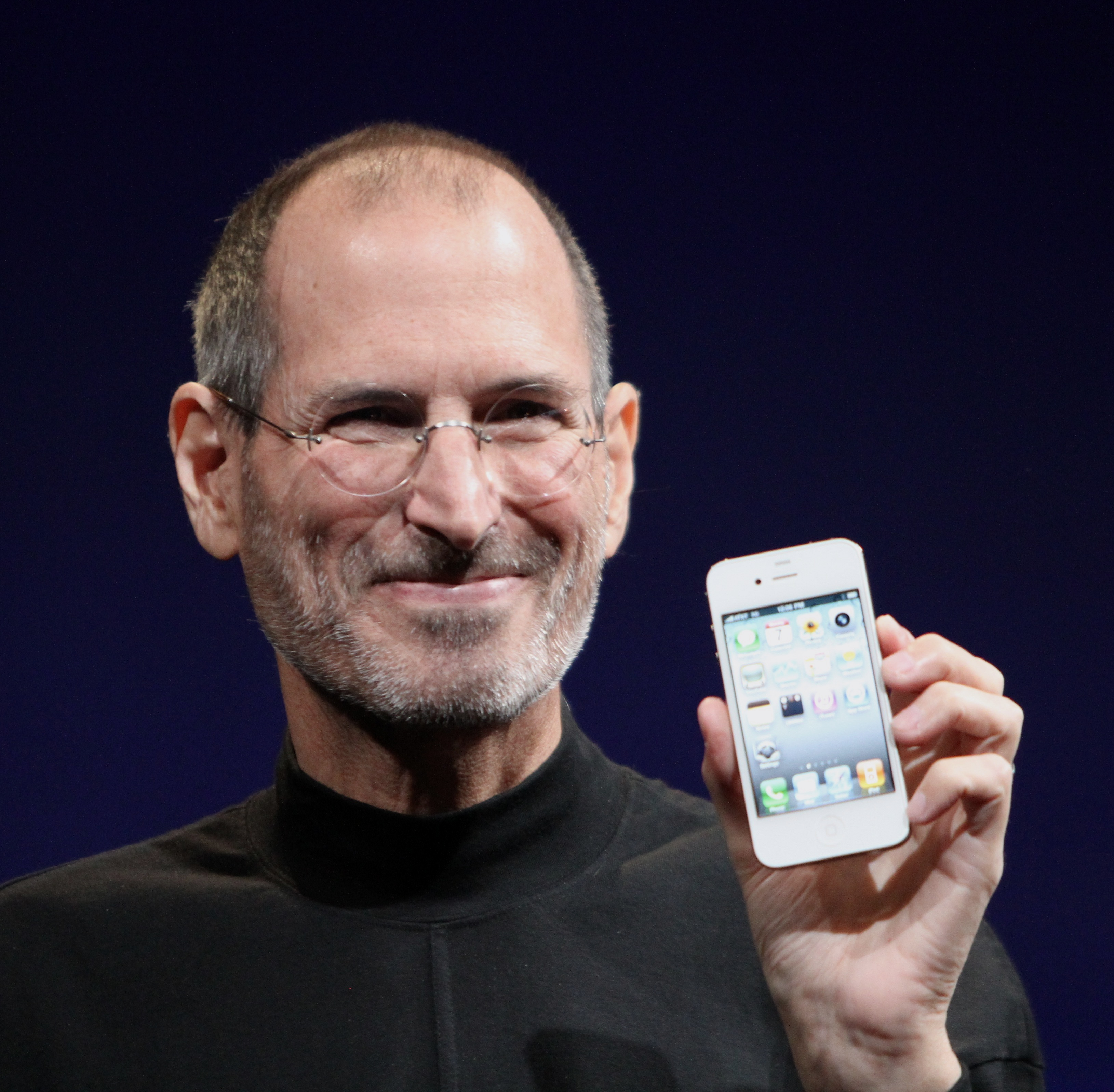
iPhone 4を手に持つスティーブ・ジョブズ。iPhoneやiPad、Android端末の普及により、モバイルゲーム市場は急拡大し、多くのゲームアプリが大ヒットした。

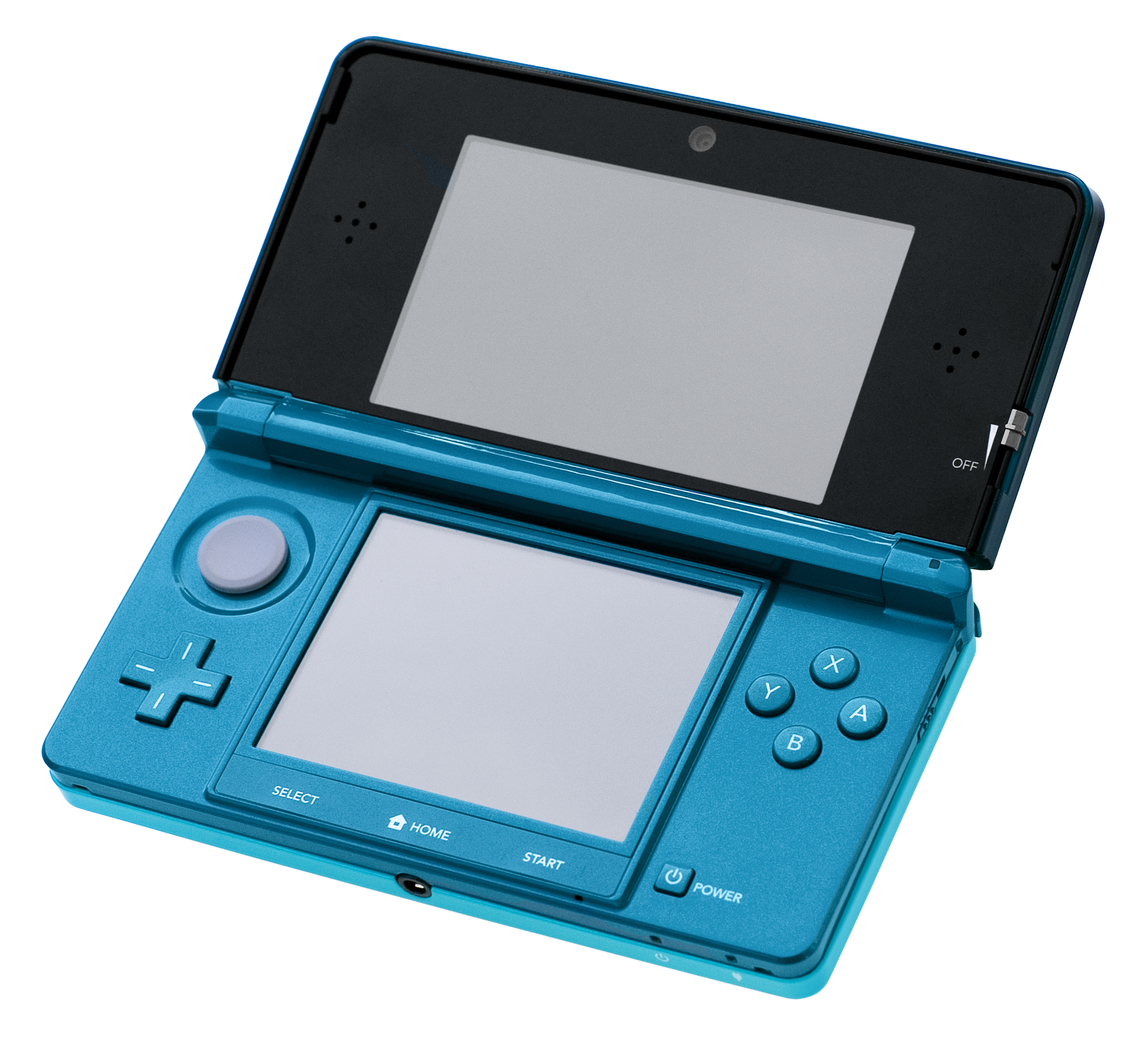
ニンテンドー3DS

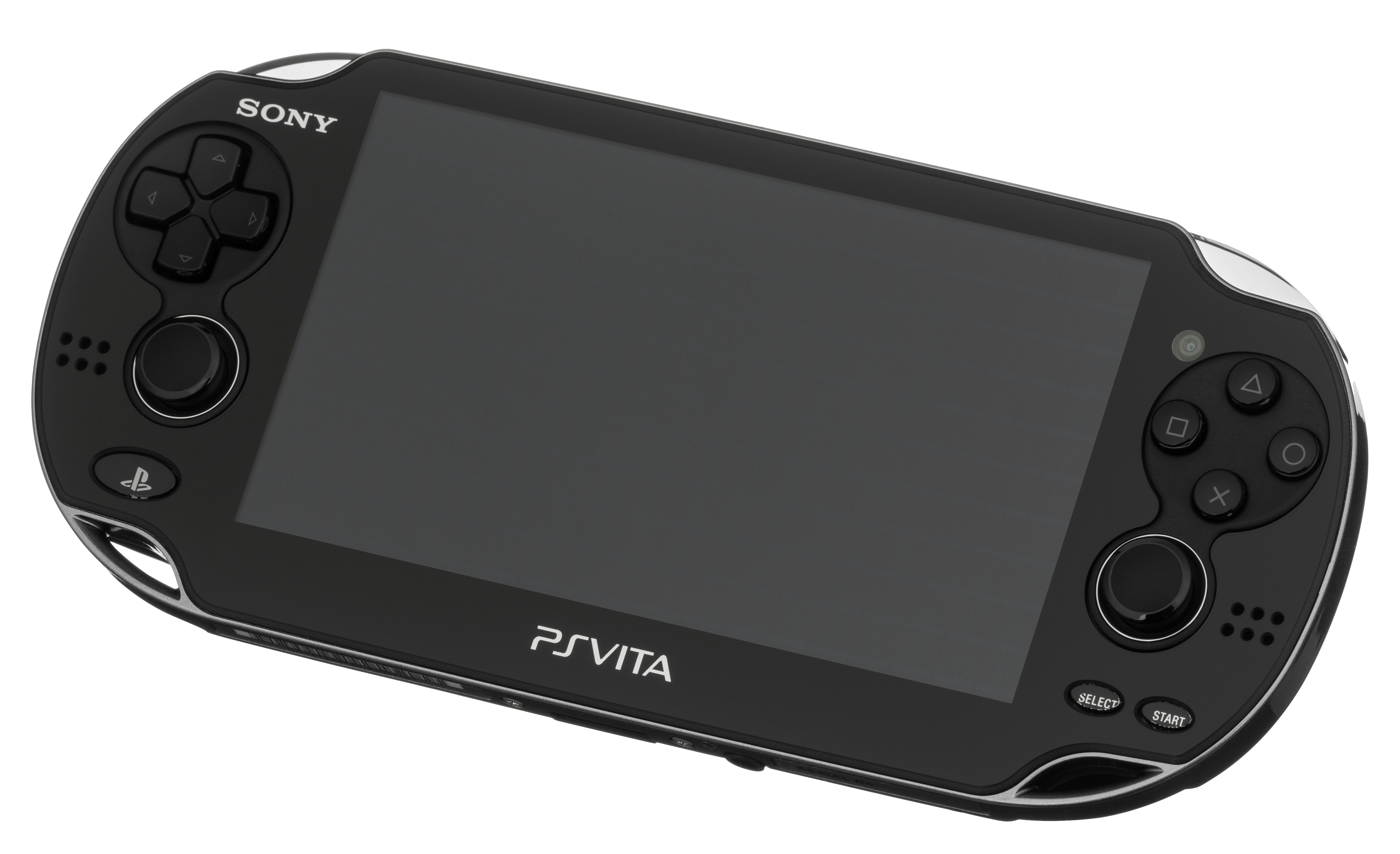
PlayStation Vita

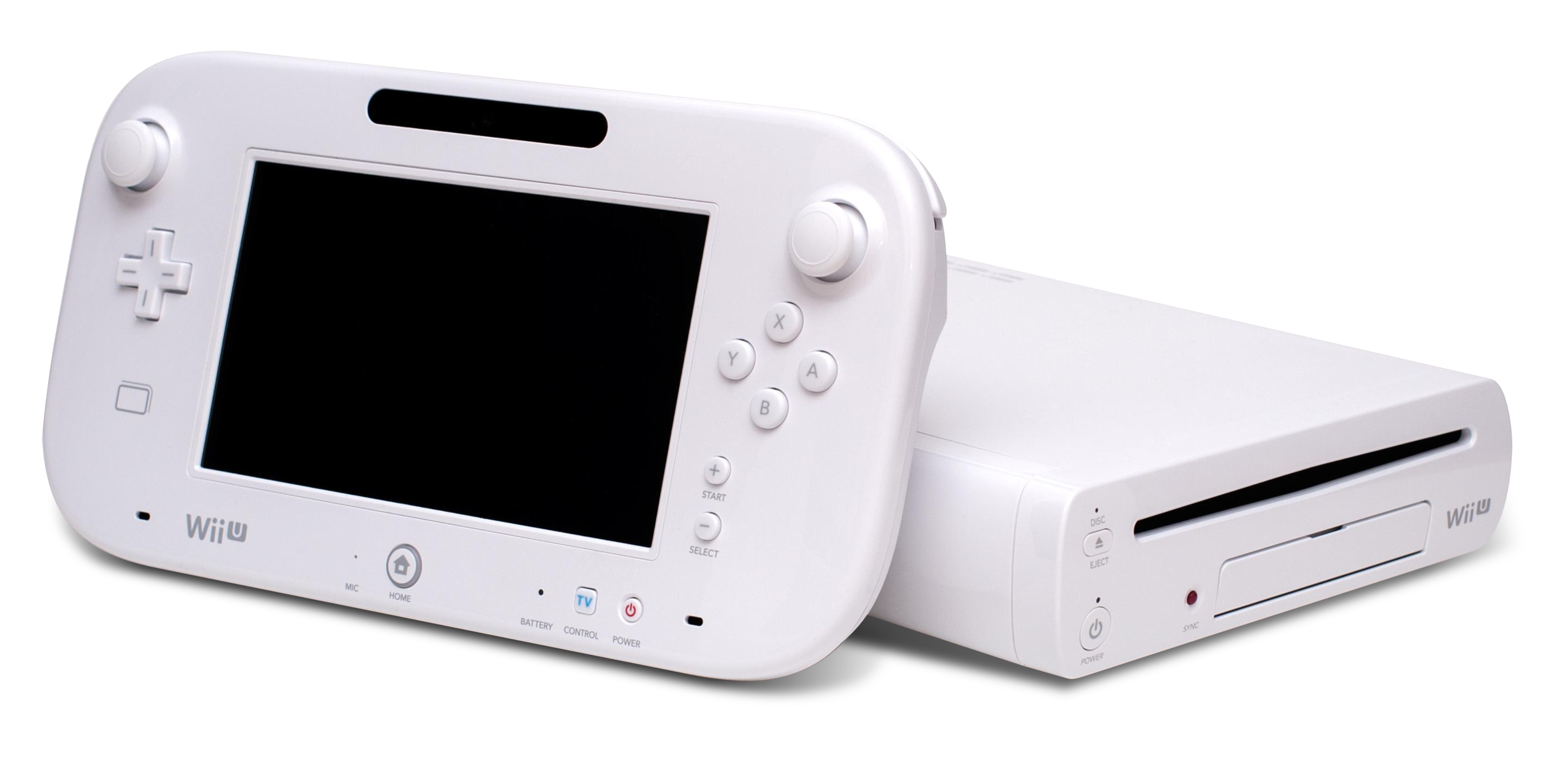
Wii U

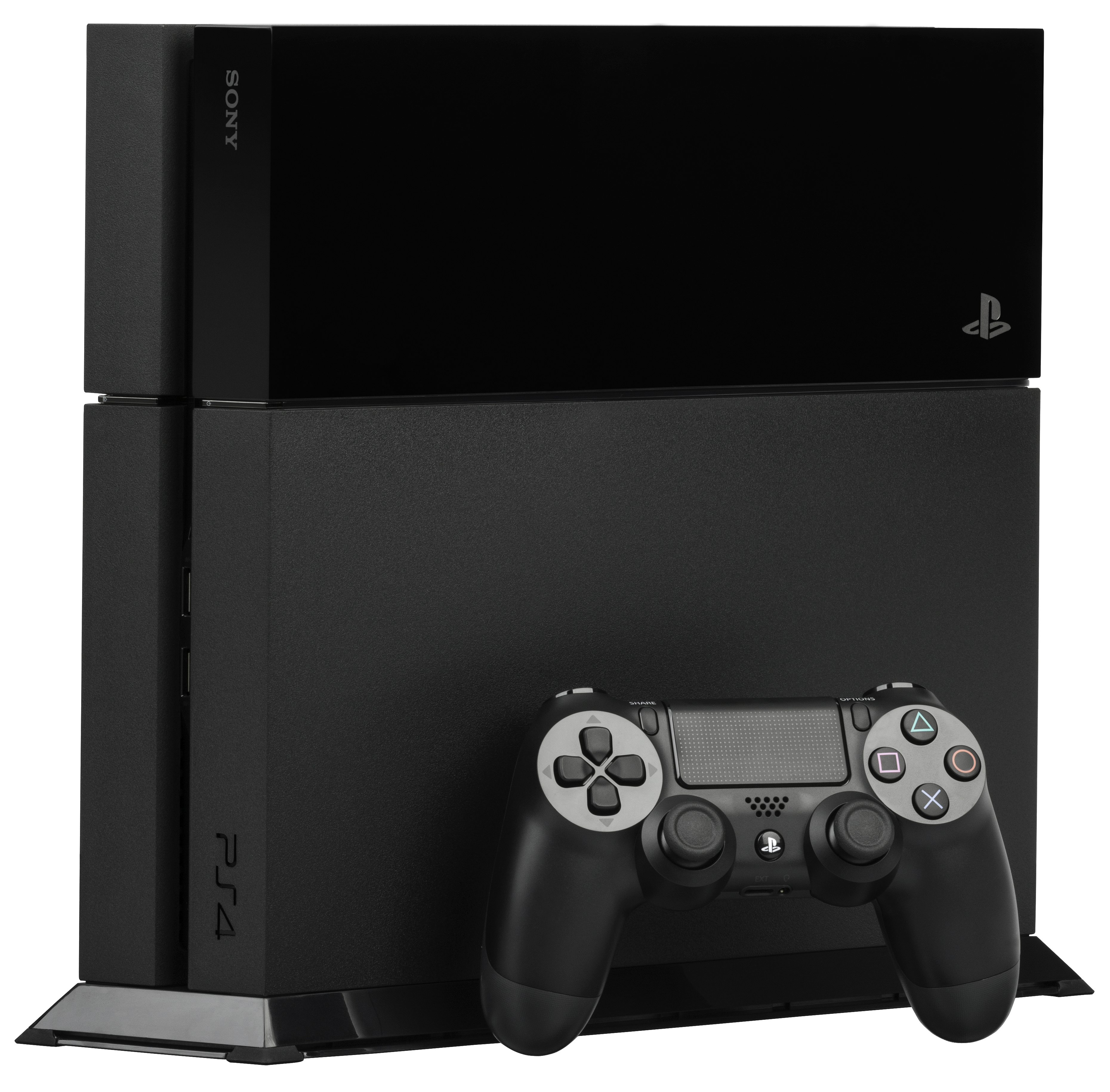
PlayStation 4

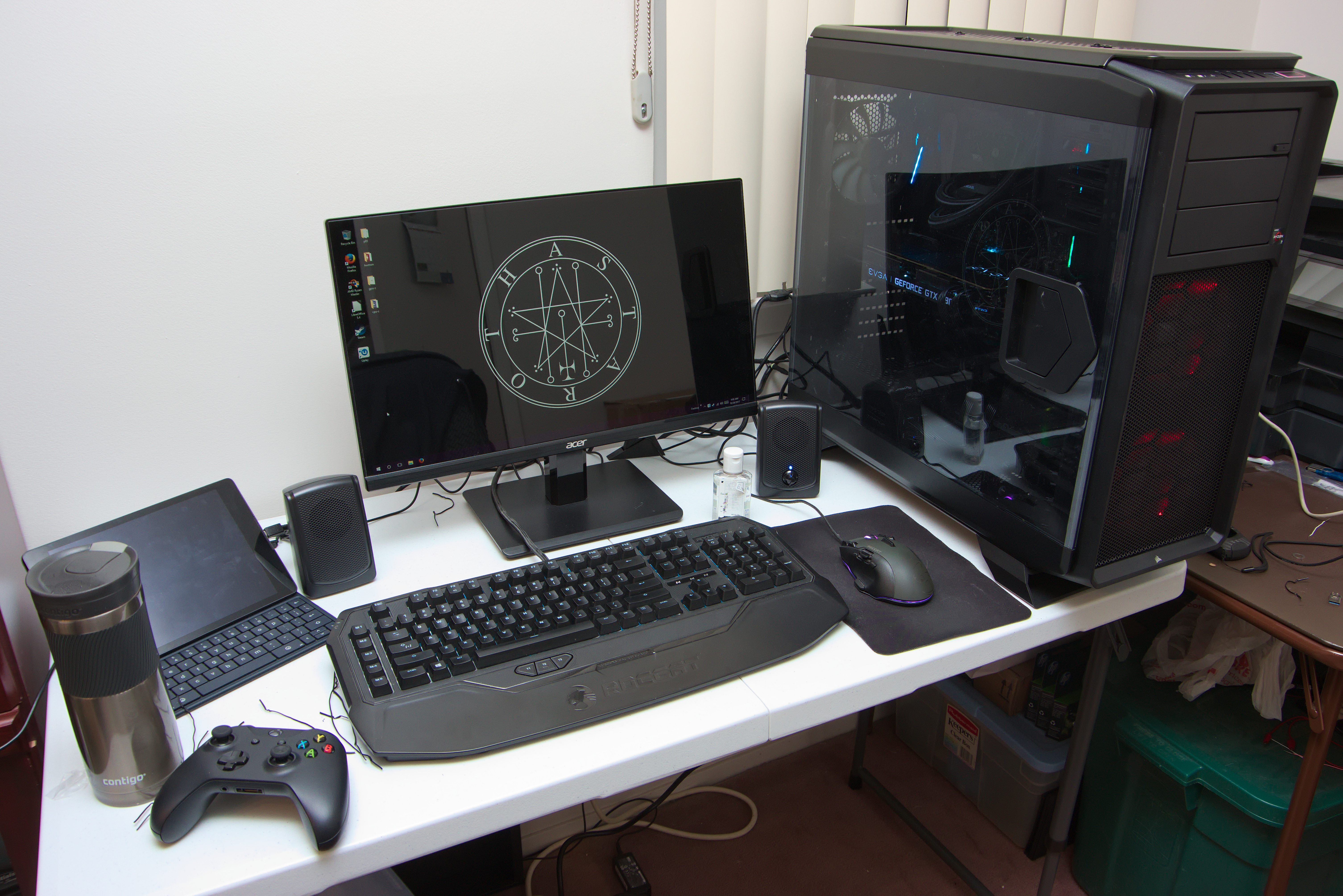
ゲーミングデスクトップPC

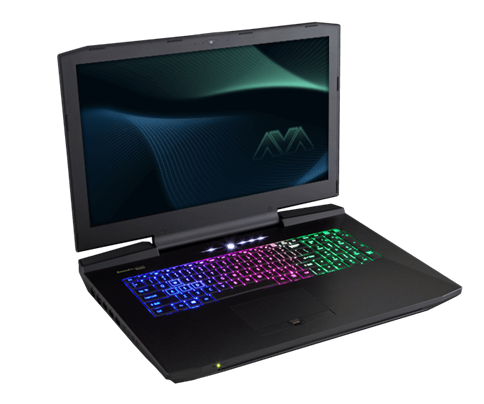
ゲーミングノートPC

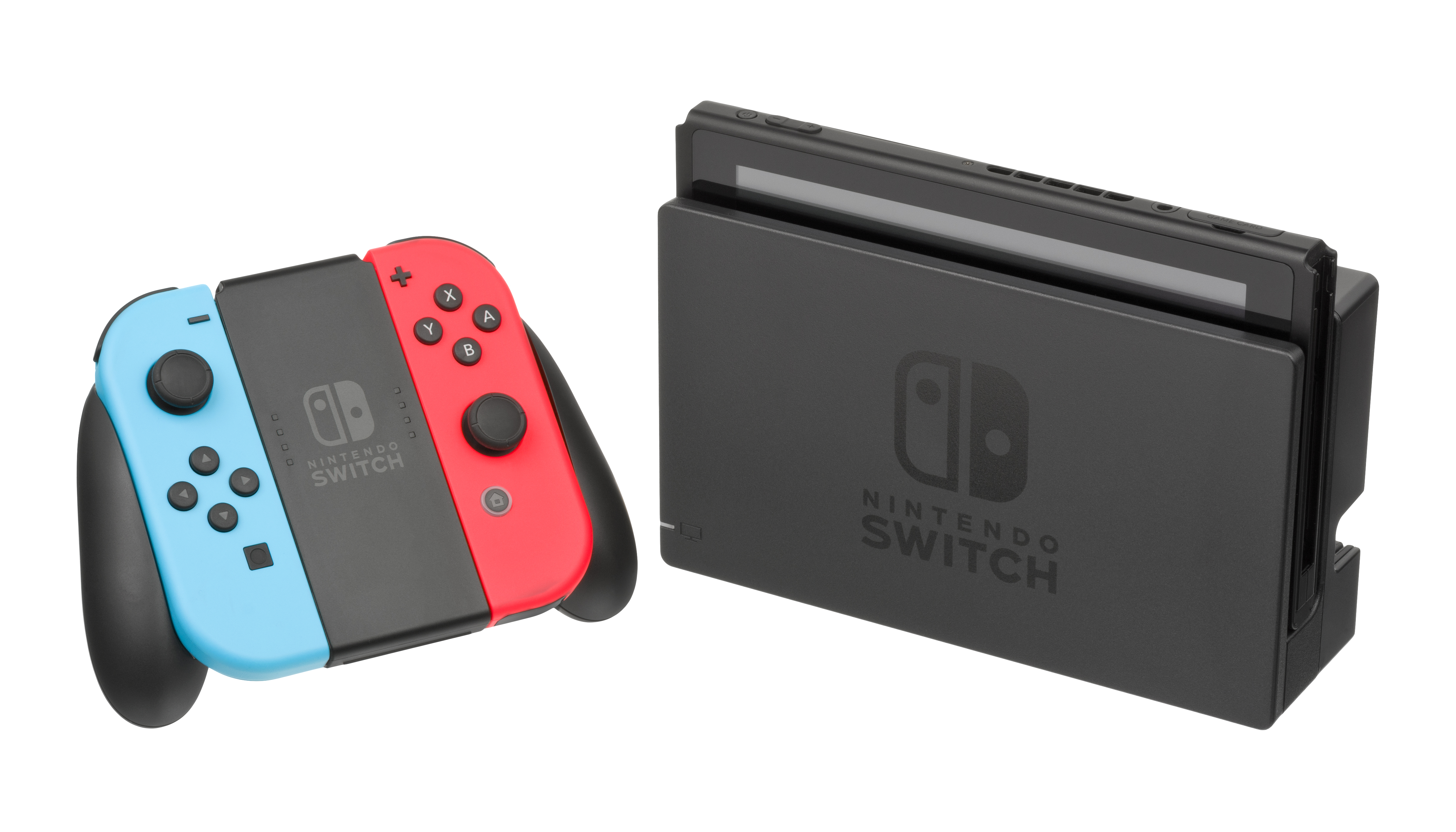
Nintendo Switch

- 2月17日 - 主にケイブのアーケードゲームの販社であったエイエムアイが倒産。
- 3月23日 - 任天堂「ニンテンドー3DS」を同年のE3で公開すると発表。
- 4月1日 - テクモがコーエーに吸収合併され、コーエーテクモゲームス設立。
- 4月3日 - Appleがタブレット型コンピュータ「iPad」を米国で発売。これをきっかけにタブレット型端末の普及が進み、モバイル端末向けゲーム市場が拡大する。
- 4月27日 - 梅原大吾が日本人としては初のMadCatzからプロ契約を締結しプロゲーマー（プロ格闘ゲーマー）となった。
- 6月15〜17日（北米時間） - E3にて、任天堂「ニンテンドー3DS」、ソニー・コンピュータエンタテインメント「PlayStation Move」、マイクロソフト「Kinect」の実物がそれぞれ出展・展示される。
- 9月15日（欧州時間。北米では9月17日、日本では10月21日発売） - ソニー・コンピュータエンタテインメント「PlayStation 3」の新インターフェイス「PlayStation Move」。
- 9月18日 - 任天堂『ポケットモンスター ブラック・ホワイト』。日本ゲーム史上における最多の初週売上を記録（263万本。ただし、この記録は2本合計の記録であり、1本としての記録は『ファイナルファンタジーVIII』が最多）。
- 11月4日（日本では11月20日発売） - マイクロソフト、「Xbox 360」の新インターフェイス「Kinect」。
- 12月1日 - カプコン『モンスターハンターポータブル 3rd』。わずか2ヶ月で前作を超える売り上げとなり、2011年2月末には日本のサードパーティーで最も売れたゲームソフトとなる。
- 世界市場の50%を占めていた日本市場は10%にまで低下した。

2011年
- 1月27日 - ソニー・コンピュータエンタテインメント「NGP（後の「PlayStation Vita」）」と「PlayStation Suite」（現・PlayStation Mobile）を発表。
- 2月13日 - 『Sid Meier's Civilization IV』「Baba Yetu」がゲーム音楽史上初となるグラミー賞（第53回グラミー賞）を受賞。
- 2月26日 - 任天堂「ニンテンドー3DS」発売。
- 3月9日 - マイクロソフト「Kinect」の世界販売台数が1000万台を超えたことと、「世界最速で1000万台を販売した家庭用電化製品端末」としてギネス世界記録に認定されたことを発表。
- 3月 - パナソニックが2010年に発表した携帯型ゲーム機「The Jungle」の開発を中止した。
- 4月1日 - ハドソンがコナミの完全子会社となる。
- 4月 - 17〜19日にかけて、PlayStation Networkで大規模なクラッキングおよびそれによる大量の個人情報流出が起き、21日から同サービスを停止し、再開まで1ヶ月強を要した。被害対象が7000万人を超える史上最悪の個人情報流出事件となる（PlayStation Network個人情報流出事件）。
- 4月25日 - 任天堂「Wii」の後継機となるゲームハード（後の「Wii U」）を同年のE3で公開すると発表。
- 6月 - コンピュータゲームの実況プレイを専門でライブストリーミングするウェブサービス「Twitch」が「Justin.tv」（2007年サービス開始）から分離する形で始まる。
- 6月7〜9日（北米時間） - E3にて、ソニー・コンピュータエンタテインメント「PlayStation Vita」の正式名称・価格などを発表。任天堂「Wii U」の名称および仕様を発表するとともに実物を展示する。
- 8月11日 - 任天堂「ニンテンドー3DS」の定価を日本で1万円値下げ（後に海外市場でも順次値下げされる）。
- 10月14日 - Appleが「iPhone 4S」を発売。自然言語処理システム・Siriを搭載している。処理速度の向上により、ゲーム機としても評価された。
- 11月18日 - Mojang『Minecraft』。2019年にそれまで売上1位だったテトリスを抜き世界で最も売れたゲームとなった。
- 12月6日 - TCG業界からの新規参入であるブシロードがソーシャルゲームサービス『ブシモ』の正式運用を開始。最初のタイトルは『BOUND MONSTERS（バウンドモンスターズ）』と『恋愛リプレイ』。
- 12月17日 - ソニー・コンピュータエンタテインメント「PlayStation Vita」発売（任天堂以外のメーカーで同じメーカーの次世代の携帯型ゲーム機が発売されたのはこれが初めて。ネオジオポケットとワンダースワンは最初はモノクロ表示であり、後に発売されたのはカラー表示化したマイナーチェンジ版だった）。
- 「Wii」の日本市場における年間の本体販売台数が全盛期（2007年）の3分の1未満にまで減少し、次世代機への世代交代を待たずに競合相手の「PlayStation 3」に年間の本体販売におけるトップシェアを奪われる。

2012年
- 1月 - 任天堂『Wii Fit』と『Wii Fit Plus』の合計が「世界一売れた体重計」としてギネス世界記録に認定される。
- 2月20日 - ガンホー・オンライン・エンターテイメントから『パズル&ドラゴンズ』が配信開始。
- 3月1日 - ハドソンがコナミグループに合併吸収された。
- 4月1日 - チュンソフトがスパイクを吸収合併しスパイク・チュンソフトを発足。
- 4月26日 - 任天堂が2012年3月期通期連結決算を発表。最終損益が432億円の赤字となり、1962年の上場以来で初めて赤字に転落した。
- 5月5日 - ソーシャルゲームの「コンプリートガチャ」について消費者庁が景品表示法違反とする方針である旨を読売新聞が報道。これを受けて5月9日にはグリーとディー・エヌ・エーがソーシャルゲーム内でのコンプガチャを終了する方針を発表。5月25日にはNHN Japan（当時）、グリー、サイバーエージェント、ディー・エヌ・エー、ドワンゴ、ミクシィから成る6社協議会が「コンプリートガチャガイドライン」を発表した。
- 7月2日 - ソニー・コンピュータエンタテインメントがクラウドゲーミングサービスGaikaiを買収。
- 7月3日 - LINEがプラットフォーム化。
- 7月10日 - 米国クラウドファンディングサイトKickstarterにてAndroid家庭用ゲーム機「Ouya」プロジェクトが発表され、記録的な資金を獲得し話題となる。以後新興ベンチャー企業によるAndroidゲーム機の発表が相次ぐ。
- 7月28日 - 任天堂「ニンテンドー3DS LL」発売。
- 8月 - Kickstarterにてヘッドマウントディスプレイ「Oculus Rift」が発表。
- 9月20日 - 「世界初のWi-Fiクラウドゲーム機」としてブロードメディア「G-cluster」を発表。2013年6月20日に発売された。
- 11月8日 - ソーシャルゲームの自主規制、青少年等への啓発、カスタマーサポート品質向上のための活動を行う業界団体「一般社団法人ソーシャルゲーム協会」（JASGA）の発足が発表される。
- 11月18日 - 任天堂が北米で「Wii U」を発売（欧州は11月30日、日本は12月8日）。
- 12月7日 - 任天堂がカナダで「Wii」の廉価版モデル「Wii Mini」を発売（2013年5月には欧州、2013年11月には米国でも発売）。
- 12月20日 - THQが倒産。
- テンセントのゲーム部門の売上高がエレクトロニック・アーツやアクティビジョン・ブリザードを抜き、世界一となった。

2013年
- 1月7日 - CES 2013にてGPUメーカーNVIDIAがAndroid搭載の携帯型ゲーム機「Project SHIELD」を発表。同じくCESにてSteamを運営するValveが同社のリビング向けSteam専用ゲーミングPC規格「Steam Box」（「Steam Machine」）に準ずる小型機「Piston」を発表。
- 2月21日 - ソニー・コンピュータエンタテインメントが「PlayStation 4」を発表。Twitter、Facebook、Ustream、Twitch等のソーシャル・ネットワーキング・サービスや動画共有サイトとの連携の強化を謳った。
- 3月22日 - テンセントがEpic Gamesを傘下に置く。
- 5月13日 - ガンホー・オンライン・エンターテイメントの時価総額が1兆5455億円に達し、一時的に任天堂を上回った。
- 5月21日 - マイクロソフトが「Xbox One」を発表。Kinectを標準装備し、スマートテレビ機能の強化を謳った。
- 6月 - エドワード・スノーデンがアメリカ政府機関によるインターネット上での情報収集工作活動をマスメディアに暴露。これをきっかけとして、マイクロソフト、Yahoo!、Google、Facebook、PalTalk、YouTube、Skype、AOL、AppleなどのIT企業が情報収集工作活動に協力していたことが判明。
- 6月10日 - E3に際して開催されたプレスカンファレンスにおいて、マイクロソフトが「Xbox One」の価格を発表。続いてソニー・コンピュータエンタテインメントがPlayStation 4の本体デザインと価格を発表するとともに、PlayStation 4用パッケージソフトウェアの中古流通承認・DRMの不適用を発表。
- 6月19日 - マイクロソフトが「Xbox One」のパッケージソフトウェアに適用すると発表していたDRMを撤回。
- 6月25日 - 北米・英国小売店にて「Ouya」の販売が開始される。
- 6月27日 - インデックスが民事再生手続を申請。のち、11月1日付けでセガの100%子会社であるインデックス（セガドリームより社名変更、のちアトラス）に「アトラス」ブランドを含む大半の事業を譲渡。
- 7月 - 『League of Legends』のゲーマーが米政府からスポーツ選手と認定された。
- 7月31日 - NVIDIAが北米で「SHIELD」の販売を開始。
- 9月17日 - Rockstar Games『Grand Theft Auto V』。「24時間で最も売れたビデオゲーム」としてギネス世界記録を樹立。
- 9月24日 - マイクロソフトが中国のIPテレビ会社である百視通新媒体と合弁会社上海百家合情報技術発展を設立し、中国でのゲーム機の生産・販売解禁に向けて準備を始める。
- 10月10日 - ソニー・コンピュータエンタテインメントが日本で「PlayStation Vita」の新型モデル「PCH-2000」を発売。
- 10月12日 - 任天堂が北米・欧州・豪州で「ニンテンドー3DS」の廉価版モデル「ニンテンドー2DS」を発売。
- 10月17日 - マイクロソフトが「Xbox 360」の全世界での販売数が2013年9月で8000万台に到達したと発表。
- 10月22日 - 任天堂が「Wii」の生産終了を発表。
- 10月26日 - ソフトバンクが、フィンランドを拠点とするモバイル端末向けゲーム事業大手のSupercell社を15.3億ドルで買収すると発表。
- 10月31日 - ValveがSteamのユーザー登録数が6500万人を突破（前年比30%増）したと発表。
- 11月14日 - ソニー・コンピュータエンタテインメントが日本で「PlayStation Vita TV」を発売。
- 11月15日 - ソニー・コンピュータエンタテインメントが北米で「PlayStation 4」を発売（欧州主要国、豪州等は11月29日）。
- 11月15日 - PlayJam「GameStick」。
- 11月22日 - マイクロソフトが北米・欧州主要国・豪州で「Xbox One」を発売。
- 12月9日 - アメリカ国家安全保障局（NSA）が少なくとも2006年頃からオンラインゲームの盗聴を行っていたことをThe New York Timesが報道。
- 12月13日 - ValveがSteamOSのベータ版を公開。
- 国際年齢評価連合が設立された。

2014年
- 1月7日 - CES 2014にてソニー・コンピュータエンタテインメントがクラウドゲーム提供サービス「PlayStation Now」を発表。
- 2月22日 - ソニー・コンピュータエンタテインメントが日本で「PlayStation 4」を発売。
- 3月14日 - ハムスターが日本物産のゲームの権利を取得。
- 3月25日 - Facebookが「Oculus Rift」を開発するOculus社を20億ドルで買収。
- 3月25日 - 日本のスマートデバイス用ゲーム市場が家庭用ゲーム市場の2.2倍となった。
- 3月31日 - PlayStationおよびPS oneの修理サポート終了。
- 4月2日 - Amazon.comがセットトップボックス「Fire TV」を発表。
- 4月21日 - 上海市政府が上海自由貿易試験区内でゲーム機の生産・販売を正式に解禁。ただし事前審査を経ての許可制。
- 4月28日 - KADOKAWAがフロム・ソフトウェアを完全子会社化。
- 5月14日 - KADOKAWAとドワンゴがKADOKAWA・DWANGOを設立。
- 5月26日 - ソニーの子会社である索尼（中国）と上海東方明珠（集団）の子会社である上海東方明珠文化発展が上海自由貿易試験区に合弁会社として上海東方明珠索楽文化発展と索尼電脳娯楽（上海）を設立することが判明。
- 9月4日 - マイクロソフトが日本で「Xbox One」を発売。
- 9月15日 - マイクロソフトがMojangの買収を発表。
- 9月29日 - マイクロソフトが中国で「Xbox One」を発売し、2000年に禁止されて以来14年ぶりに中国で据え置き型ゲーム機が正規販売される。
- 10月11日 - 任天堂、ニンテンドー3DSの上位モデル「Newニンテンドー3DS」を発売。
- 国内ゲーム市場規模が過去最高の1兆1,925億円に更新。

2015年
- 3月17日 - 任天堂がディー・エヌ・エーとの提携を発表し、スマートフォン向けアプリケーションへの参入と新ハード「NX（後のNintendo Switch）」の開発を表明。
- 4月1日 - セガが商号をセガゲームスへ、バンダイナムコゲームスが商号をバンダイナムコエンターテインメントへそれぞれ変更。
- 国内ゲーム市場規模が過去最高の1兆3,591億円に更新。

2016年
- 2月27日 - 任天堂「ニンテンドー2DS」を『ポケットモンスター 赤・緑』20周年のキャンペーン品として日本でも発売。
- 3月 - Oculus社、「Oculus Rift」を発売。
- 3月17日 - 任天堂、初めてのスマートフォン用アプリケーションとしてソーシャルゲーム『Miitomo』をリリース。
- 4月1日 - ソニー・コンピュータエンタテインメントがソニー・インタラクティブエンタテインメントに商号を変更。
- 4月5日 - HTC、「HTC Vive」を発売。
- 7月6日 - オーストラリア、ニュージーランド、アメリカで『Pokémon GO』を先行サービス開始。モバイルゲームとして配信初月のダウンロード数最多記録などで、5つのギネス世界記録に認定された。
- 9月15日 - 任天堂、日本における「ニンテンドー2DS」の一般販売を開始。
- 10月13日 - ソニー・インタラクティブエンタテインメントが「PlayStation VR」を発売。
- 11月10日 - 任天堂、「ニンテンドークラシックミニ ファミリーコンピュータ」を発売。
- 11月10日 - ソニー・インタラクティブエンタテインメントが「PlayStation 4 Pro」を発売。
- 10月20日 - 任天堂、「Nintendo Switch」を正式に発表。
- 国内ゲーム市場規模が過去最高の1兆3,801億円に更新。

2017年
- 3月1日 - マイクロソフトが「Xbox Game Pass」を発表。
- 3月3日 - 任天堂が「Nintendo Switch」を発売。
- 4月28日 - 任天堂『マリオカート8 デラックス』。2014年にWii Uで発売された『マリオカート8』に追加要素を加えての移植作品といえるものであったが、販売環境などもあってWii U版の5倍以上もの世界売上を記録し、世界で最も売れた「マリオシリーズ」のゲームタイトルおよびレースゲームとなる（2023年末時点で5701万本）。
- 7月13日 - 任天堂が「Newニンテンドー2DS LL」を発売。
- 7月25日 - Epic Games『フォートナイト』有料早期アクセス版。9月25日にバトルロイヤルの早期アクセス版が開始。同時接続プレイヤー数が最も多いビデオゲームとしてギネス世界記録に認定された（1080万人）。
- 10月5日 - 任天堂が「ニンテンドークラシックミニ スーパーファミコン」を発売。
- 11月7日 - マイクロソフトが「Xbox One X」を発売。

2018年
- 7月21日 - 国際オリンピック委員会（IOC）がeスポーツと五輪運動の今後をテーマにしたフォーラム（討論会）を開催。
- 7月24日 - SNKが「ネオジオ ミニ」を発売。
- 12月3日 - ソニー・インタラクティブエンタテインメントが「PlayStation Classic」を発売。

2019年
- 3月19日 - 「Google Stadia」を発表。
- 3月25日 - 「Apple Arcade」を発表。
- 4月16日 - マーク・サーニーは次世代PlayStationについて言及した。
- 5月17日 - ソニーとマイクロソフトは戦略的提携に向けた意向確認書を締結した。
- 7月10日 - 任天堂が「Nintendo Switch Lite」を発表。
- 9月19日 - セガが「メガドライブ ミニ」を発売。
- 9月20日 - 任天堂が「Nintendo Switch Lite」を発売。
- 10月8日 - ソニー・インタラクティブエンタテインメントが「PlayStation 5」を発表｡
- 12月13日 - マイクロソフトが「Xbox Series X」正式名称を発表｡

## 2020年代
2020年

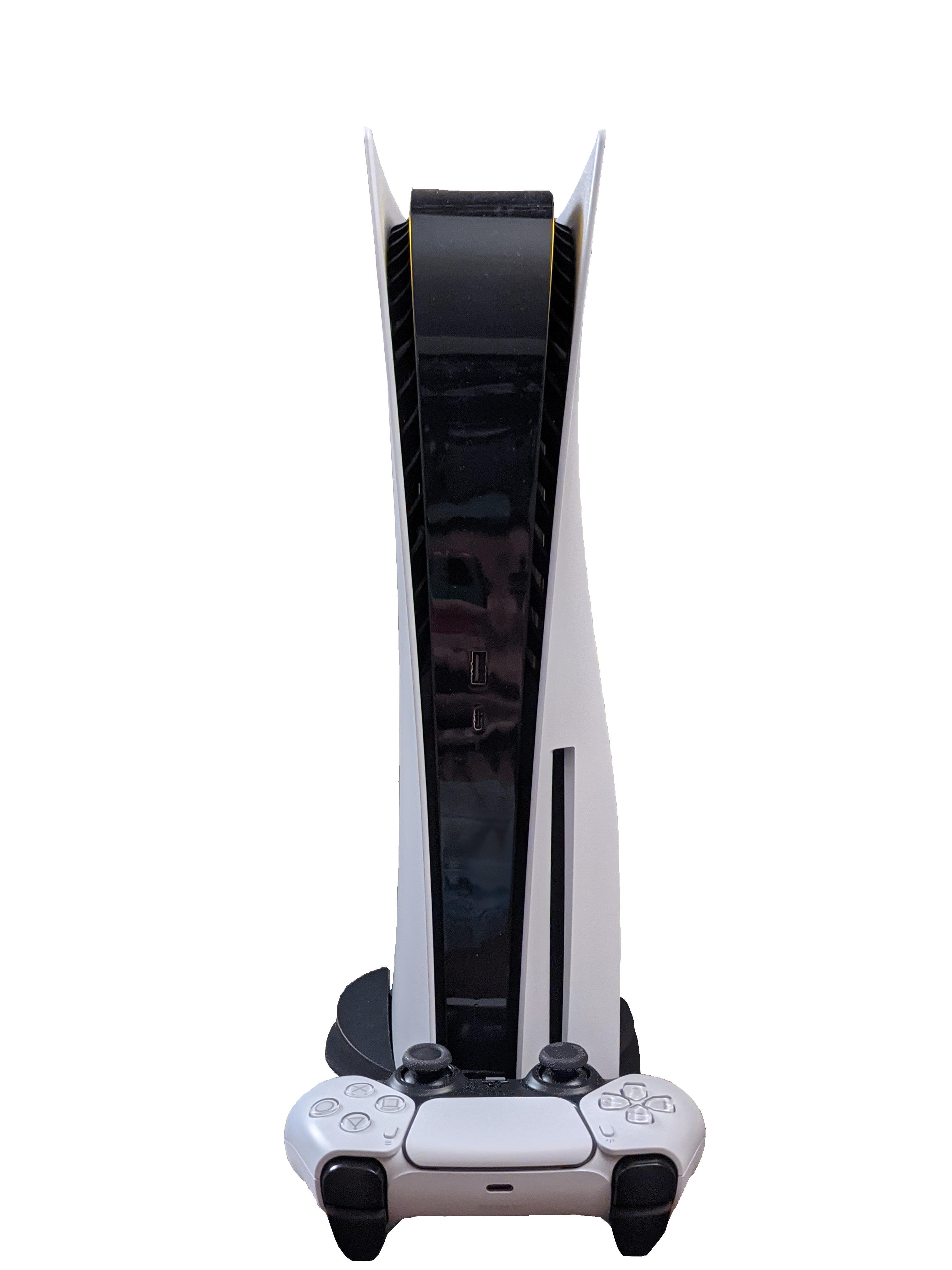
PlayStation 5

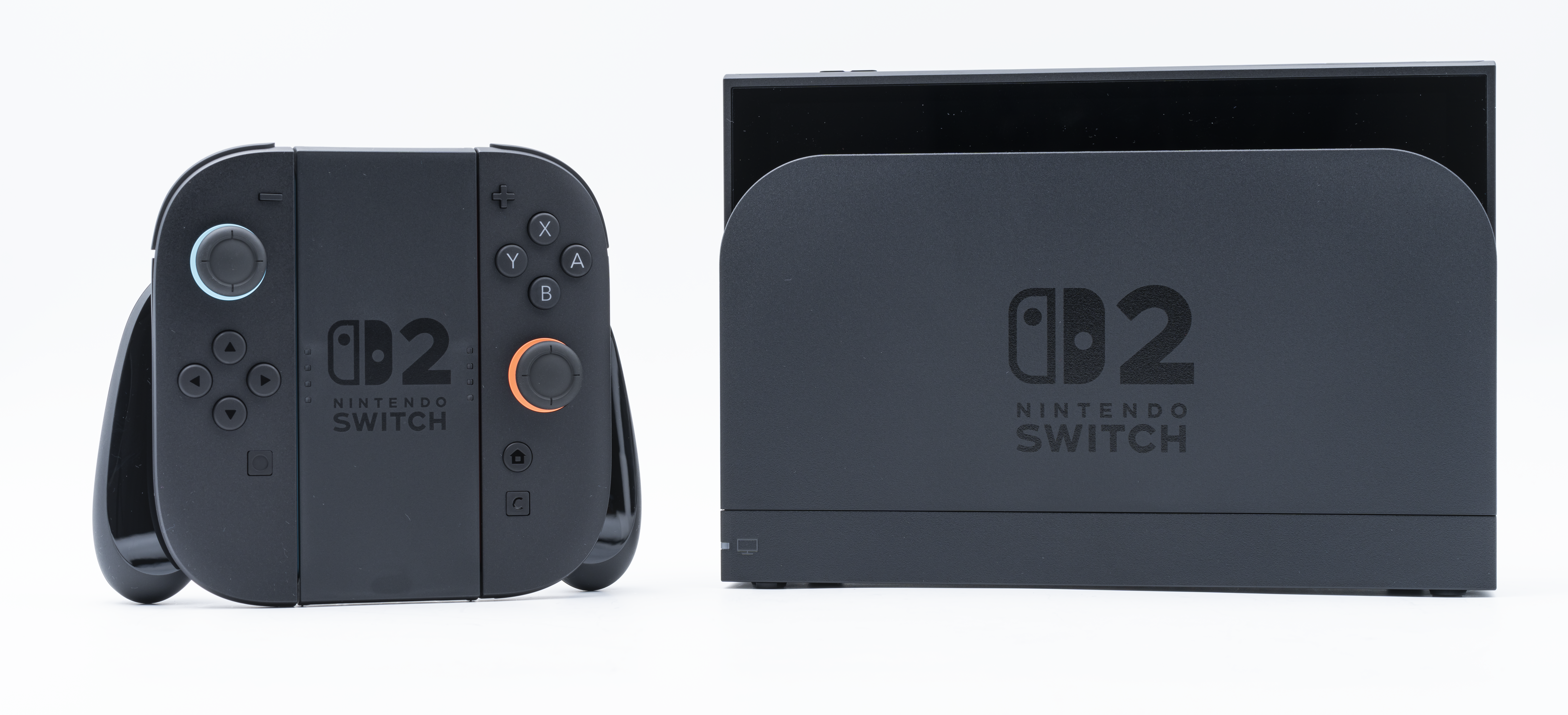
Nintendo Switch 2

- 3月19日 - コナミが「PCエンジン mini」を発売。
- 3月20日 - 任天堂『あつまれ どうぶつの森』。日本ゲーム市場において最多売上のゲームタイトルとなり、2022年には日本のゲーム市場で初めての売上1000万本を突破する作品となる。
- 10月6日 - セガが「ゲームギアミクロ」を発売。
- 11月10日 - マイクロソフトが「Xbox Series X」、「Xbox Series S」を発売｡
- 11月12日 - ソニー・インタラクティブエンタテインメント（SIE）が「PlayStation 5」を発売｡

2021年
- 6月12日-15日 - 2019年からの新型コロナウイルス感染症の影響でElectronic Entertainment Expo（E3）が完全オンラインという形で開催され、結果としてこれが最後の開催となる。
- 6月15日 - アタリが四半世紀ぶりにゲーム機業界に復帰し、「Atari VCS」を発売。
- 7月6日 - 任天堂が「Nintendo Switch（有機ELモデル）」を発表。
- 10月8日 - 任天堂が「Nintendo Switch（有機ELモデル）」を発売。

2022年
- 4月19日 - Panicが「Playdate」を発売｡
- 10月27日 - セガが「メガドライブ ミニ2」を発売。

2023年
- 2月22日 - SIEが「PlayStation VR2」を発売。
- 11月15日 - SIEが「PlayStation Portal リモートプレーヤー」を発売。
- 12月12日 - Electronic Entertainment Expo（E3）の終了が発表される。

2024年
- 3月31日 - ジム・ライアンがSIEのCEOを辞任。
- 4月1日 - 十時裕樹がSIE暫定CEOに就任。これにより、十時はソニーグループの社長COO兼CFOとSIEの会長兼暫定CEOを兼任する形となる。
- 11月7日 - SIEが「PlayStation 5 Pro」を発売。

2025年
- 1月16日 - 任天堂、「Nintendo Switch 2」を正式に発表。
- 6月5日 - 任天堂が「Nintendo Switch 2」を発売。

## 未定
- マテルがゲーム機業界に復帰し、「Intellivision Amico」を発売予定。